# Confucianisme au Japon
Le confucianisme au Japon (日本の儒教) est la branche japonaise du confucianisme. Au cours de l'histoire du pays, il fourni tour à tour un modèle institutionnel, un cadre éthique, un environnement intellectuel permettant la modernisation du pays, une philosophie politique, ainsi qu'une base religieuse. Il est régulièrement cité pour expliquer les réussites économiques et académiques du Japon depuis l'après-guerre.
Il est introduit dans le pays dès le Ve siècle et influence les premiers textes légaux du pays et les premiers rituels de la cour. Bien que bénéficiant d'un certain prestige parmi les élites du pays en raison de son lien avec la culture chinoise, son influence reste très limitée jusqu'au XVIIe siècle. Il connait alors pendant l'époque d'Edo un véritable âge d'or. Son corps de doctrines (en particulier le néoconfucianisme tiré des écrits de Zhu Xi, et dans une moindre mesure de ceux de Wang Yangming) est acclimatée au contexte politique japonais par des confucianistes comme Hayashi Razan et Ogyū Sorai, et de proches conseillers de shōgun comme Arai Hakuseki et Matsudaira Sadanobu. Des courants propres au Japon voient le jour lors de cette période, comme les kogaku. Il est aussi à l'origine d'un phénomène de syncrétisme avec le shintō, qui abouti à la création de courants comme le Suika shintō et le Juka Shintō. S'il perd rapidement en influence au début de l'ère Meiji, il parvient à se réinventer en philosophie sous l'influence d'Inoue Tetsujirō dès la fin du XIXe siècle. Le confucianisme est ensuite redécouvert par les milieux conservateurs sous l'impulsion de Masahiro Yasuoka pendant l'ère Shōwa. Un « confucianisme de la voie impériale » sert de cadre idéologique aux dérives militaristes et colonialistes du pays pendant la seconde Guerre Mondiale. Il devient une forme de tabou politique après la guerre en raison de ses accointances avec le régime militariste, mais conserve une influence dans les milieux conservateurs.
Le développement de l'éducation dans le pays se fait souvent sous son influence. La Daigaku-ryō créée est 701 est modelée sur l'académie confucianiste chinoise Guozijian. Il participe à l'essor d'un réseau d'écoles où vont être diffusées les sciences occidentales lors de la période d'Edo, et va créer les conditions de la modernisation du pays lors l'ère Meiji. Son influence est aussi sensible dans le Rescrit impérial sur l'éducation de 1890, et dans la relation de Senpai et kōhai entre élèves de différents niveaux.
Son influence sur la société japonaise est historiquement importante, à la fois pour réguler les relations entre individus (rapports entre hommes et femmes, ou entre Senpai et kōhai...) mais aussi pour poser un cadre moral commun au sein de la société. S'il est à l'origine d'un héritage artistique moins important que le bouddhisme ou le shintō, il est à l'origine d'une importante littérature moraliste à l'époque d'Edo.

## Historique

### Développement du confucianisme en Chine
Un culte au philosophe chinois Confucius (551 av. J.-C. ; 479 av. J.-C.) commence à se développer après sa mort. Les rites qui se développent, d'abord portés par ses élèves, ne font pas partie des enseignements de Confucius et entrent probablement dans le cadre et la forme d'un culte des ancêtres. Ce cérémoniel bénéficie d'une exposition nationale lorsqu'en 195 av. J.-C. l'empereur Han Gaozu, fondateur de la dynastie Han, offre un animal en sacrifice au temple dédié à Confucius qui a été érigé dans son ancienne école. Les premières descriptions de ce rite qui figurent dans le Classique des rites et dans les Rites des Zhou restent vagues et ne présentent pas une vénération spécialement tournée vers Confucius, mais vers les esprits des maitres défunts. Elles définissent cependant certains traits qui vont s'imposer par la suite, comme la participation de l'empereur, des princes ou de digitaires locaux, sa saisonnalité, les récitations de textes de Confucius, des sacrifices d'animaux (en), des interprétations de musiques et de textes littéraires spécialement composés pour l'occasion... Certains aspects de cette liturgie (jeûne préparatoire, purification des instruments du rituel, sacrifice d'animaux) sont communs avec ceux déjà pratiqués par la cour impériale. La déclamation de vers est censée incarner le lien entre l'empereur et les lettrés. Très peu de ces cérémonies pratiquées lors de la dynastie Han sont connues (comme celle observée par l'empereur Han Mingdi en 59 av. J.-C.). Ce n'est que lors de la période des Six Dynasties, de 222 à 589 ap. J.-C., que ces cérémonies semblent être plus régulières et plus formalisées, avant que la dynastie Tang (618-907) ne continue elle aussi cette pratique, mais en délaissant certains aspects artistiques qui perdurent dans les rituels confucianistes enregistrés dans la Corée du Koryŏ et au Japon.
La dynastie Tang confère au rituel confucianiste un rang important dans son protocole impérial, juste en dessous des rituels majeurs. Soucieux de pouvoir s'assurer du soutien de la bureaucratie, plusieurs empereurs vont honorer la tombe de Confucius à Qufu (Tang Gaozong en 666, Tang Xuanzong en 725), et au VIIe siècle plusieurs empereurs vont assister en personne aux rites au Guozijian, parfois à plusieurs reprises. Cette participation du souverain à ces rites est par la suite imitée en Corée et au Vietnam par les rois locaux. Un code est compilé en 732 qui fixe le protocole de ces rites confucianistes, le Da Tang Kaiyuan li (zh) (chinois : 大唐开元礼 ; litt. « Rituels de la période Kaiyuan »). D'autres codes sont compilés plus tôt lors de la dynastie Tang. Si leur contenu est aujourd'hui considéré comme perdu, ils ont pu influencer les premiers rituels japonais. C'est ce code qui sert de référence en Chine à cette époque, comme au Japon au moment de l'introduction du confucianisme. Plusieurs cérémonies de différents niveaux protocolaires y sont décrites, certaines impliquant le prince impérial et organisées au Guozijian, d'autres prenant place dans des académies régionales avec les représentants de l'empereur. La figure de Confucius y est présentée comme un patron de la culture, révélateur des vérités de la nature et du cosmos.
Le confucianisme et ses rites connaissent cependant une perte d'influence au cours de la dynastie Tang, notamment à partir de la révolte d'An Lushan de 755 à 763. L'organisation de plusieurs rituels dans les provinces semble avoir été suspendue ou interdite après cette révolte, et ce n'est que sous l'empereur Tang Dezong, qui règne de 780 à 805, que ces rites sont réinstaurés dans des formes plus limitées. C'est lors de cette période de perte d'influence du confucianisme en Chine que le Japon adopte aux VIIIe siècle et IXe siècle plusieurs structures étatiques et administratives alors en place dans la Chine des Tang, et déjà adoptées en Corée par le royaume de Silla. En Chine, le taoïsme commence à prendre une place déterminante, et en Corée le bouddhisme domine le fonctionnement de l’État. C'est donc un confucianisme sous influences et historiquement faible qui commence à être diffusé au Japon à partir du VIIIe siècle.

### Introduction dans la seconde moitié du1ermillénaire

#### Introduction du confucianisme de la finVIIesiècleau milieu duVIIIesiècle
L'introduction du confucianisme au Japon remonte probablement au VIe siècle, la Corée des Trois Royaumes jouant le rôle d'intermédiaire avec la Chine d'où ce courant de pensée est originaire. Son influence est décelable dans les premiers textes qui cherchent à fournir un cadre politique au pays. La constitution en 17 articles, qui remonterait à 604, reprend plusieurs concepts issus des écrits de Confucius, et paraphrase plusieurs classiques comme le Classique des rites (dans son introduction), le Classique de la piété filiale (dans la quatrième injonction), les Analectes (dans les neuvième et seizième injonctions). Cette influence est perceptible dans des textes postérieurs comme le Kojiki qui est publié en 712, et qui joue le rôle d'histoire officielle pour le régime et qui calque son introduction sur celle du Wujing Zhengji, anthologie de textes confucianistes de l'époque Tang.
Un tournant dans l'adoption de rites confucianistes au Japon a lieu en 701. Une première cérémonie confucianiste, ou sekiten (釈奠), est organisée. Celle-ci intervient alors que sous l'influence du modèle chinois, les empereurs Tenji, Tenmu, puis l'impératrice Jitō, dont les règnes s'étalent de 668 à 697, ont fait adopter un fonctionnement politique fondé sur un droit écrit, hiérarchique, et plaçant la figure de l'empereur au sommet de l’État. L'intégration de cette figure chinoise aux rites japonais intervient quelques mois avant la réouverture des relations diplomatiques entre le Japon et la Chine des Tang la même année, et a sans doute été utilisée pour revendiquer l'appartenance du Japon à un groupe d’États asiatiques s'étant élevés au même niveau politique que la Chine. Toujours en 701 est adopté le code de Taihō d'inspiration chinoise, qui fixe le fonctionnement du sekiten (釈奠). Il fonde aussi dans la capitale une académie d'inspiration confucianiste modelée sur le Guozijian chinois, la Daigaku-ryō, et d'autres académies secondaires dans plusieurs provinces et dans le Dazaifu à Kyūshū. Le code de Taihō rattache au ministère des rites cette Daigaku-ryō et fixe plusieurs de ses rites et enseignements, dont l'étude de classiques chinois.
La Daigaku-ryō bénéficie du soutien du clan Fujiwara qui domine alors la vie politique du pays. Fujiwara no Muchimaro intègre même son administration en 705 et agit pour pérenniser la tenue régulière de sekiten (釈奠), notamment en s'attachant les services de deux lettrés confucianistes d'origine paekche, Kudara no Konikishi Rōgu (ja) et Tori no Yasutsugu (ja), ce qui a pour effet de rapprocher le Japon de la pratique du confucianisme alors observée en Corée. Lorsque la capitale est déménagée à Heijō-kyō en 710, un site est attribué à la Daigaku-ryō ainsi qu'à un temple confucianiste. Des documents administratifs de l'époque montrent que les sekiten (釈奠) continuent d'être observés. Cependant et contrairement au modèle chinois, rien ne vient attester la participation de la famille impériale à un quelconque rite confucianiste, bien qu'elle y soit formellement représentée. L'empereur Shōmu, qui règne de 724 à 749, s'appuie au contraire sur le bouddhisme pour assoir sa légitimité. C'est avant tout au travers du domaine de l'éducation que le confucianisme exerce alors son influence.
L'influence du confucianisme dans la structuration du cadre social et étatique japonais est notable dès cette période d'introduction. La dimension universaliste de ce système de pensée apporte à la fois un cadre hiérarchique et un système de médiation et de recherche de consensus politique. Ces cadres s'appliquent à la fois dans les rapports au sein de la société japonaise, mais aussi dans les relations avec les autres sociétés voisines (Chine, Corée, Emishi...). La lecture du confucianisme dans laquelle s'ancre ce confucianisme japonais original est celle qui prévaut dans la Chine des Han, qui met l'accent sur la dimension conciliatrice de l'action politique et qui vise l'harmonie au sein de la société,. Il met en garde les élites politiques contre l'usage abusif de la force et les incite à respecter les besoins des couches de la sociétés les plus humbles. En introduisant l'idée universaliste de civilisation, ce confucianisme introduit par la même occasion une hiérarchisation entre « sociétés civilisées » et « sociétés barbares », ainsi que la justification de la conquête des secondes par les premières sur fond de « logique de civilisation »,. Le Nihon shoki publié en 720, et qui au même titre que le Kojiki pose des éléments d'histoire officielle du pays, reprend des éléments de langage du Classique des rites pour décrire l'asservissement par l'État Yamato des populations Emishi, considérées comme barbares. La forme qu'adopte le sekiten (釈奠) montre pour sa part des influences qui le rattachent plutôt à ce qui est pratiqué lors de la période chinoise des Six Dynasties (222-589) et qui a perduré ensuite dans la péninsule coréenne, notamment dans l'organisation de banquets où sont récités textes et poésies.

#### Pénétration en surface du confucianisme lors duVIIIesiècle
La réouverture des relations diplomatiques entre le Japon et la Chine des Tang en 701 permet une plus grande diffusion du modèle civilisationnel chinois dans le pays, et avec lui du confucianisme. Kibi no Makibi intègre une des premières ambassades japonaises envoyées à Pékin en 717, et y reste presque deux décennies à y étudier. Sous le règne de l'empereur Tang Xuanzong, le confucianisme y traverse alors une période de grande vivacité. À son retour au Japon, il intègre la Daigaku-ryō comme enseignant, y modernise le sekiten (釈奠) pour le rendre plus proche du rituel confucianiste alors en cours en Chine, et devient le tuteur de la future impératrice Kōken. Si cela lui permet par la suite de bénéficier d'un soutien politique et de pousser certains aspects du confucianisme, cela le place aussi en conflit avec un autre confucianiste influent de l'époque, Fujiwara no Nakamaro (qui soutient lui une faction rivale), ce qui limite la portée de son influence. À l'occasion d'un nouveau séjour en Chine de 751 à 753, il ramène un exemplaire du Da Tang Kaiyuan li (zh), code des rituels alors en cours en Chine, qu'il utilise pour continuer sa modernisation du sekiten (釈奠). Grâce à sa bonne connaissance du bouddhisme, il arrive à en proposer une vision syncrétique qui l'associe au confucianisme, à une époque lors de laquelle le bouddhisme est favorisé par le pouvoir. Grâce à ses bonnes relations avec l'impératrice Kōken, il parvient en 767 à obtenir sa participation directe au sekiten (釈奠), seule participation d'un empereur japonais à ce rituel jusqu'à l'époque d'Edo.
Le règne de l'empereur Kanmu, de 781 à 806, est une phase de plus grande pénétration de la culture chinoise au Japon. Kanmu s'est familiarisé avec la pensée confucianiste lors de son court passage dans l'administration de la Daigaku-ryō. Il rapproche les protocoles japonais de leurs modèles chinois pour assoir sa légitimité, et semble avoir aussi utilisé dans cette optique le concept de mandat céleste, étant issu d'un branche cadette de la lignée impériale. Par deux fois, il commande la tenue de rituels confucianistes dans la capitale et s'y fait représenter. La réalité de la pénétration du confucianisme au sein de l'État japonais lors de son règne est cependant plus nuancée. La remise en cause des grands équilibres oligarchiques qui serait causée par une mise en œuvre d'un confucianisme rigoureux le rend peu attrayant pour le pouvoir, alors que le bouddhisme préserve davantage le statu quo. Le confucianisme entre aussi en opposition avec les pratiques animistes japonaises qui sont le socle de la légitimité de la lignée impériale. Si les sekiten (釈奠) organisés au sein de la Daigaku-ryō perdurent pendant tout son règne, le confucianisme se fait plus discret au sein de l’État sous le règne de Kanmu et s'engage dans une phase de reflux.
La bureaucratie mise en place au Japon souffre des mêmes limites que celles observées à la même époque en Chine et en Corée. Des clans issus de l'aristocratie limitent grandement son autorité dans les plus hautes sphères du pouvoir, et une certaine fragilité du confucianisme y est déjà perceptible à plusieurs niveaux. Le code Yōrō, promulgué en 757 et inspiré du Da Tang Kaiyuan li (zh), octroie aux rites confucianistes une moindre place que dans son modèle chinois où leur importance est déjà plus faible que jamais auparavant. Certains rituels confucianistes présents dans le modèle chinois sont ainsi remplacés par des rituels d'inspiration shintō, et les seuls rituels confucianistes encore mentionnés dans le code Yōrō concernent la Daigaku-ryō. Alors qu'en Chine les rituels confucianistes sont exécutés par l'empereur et concourent à assoir sa légitimité, au Japon ils deviennent limités à certains domaines de l'administration.

#### Situations très contrastées lors duIXesiècle
Le confucianisme traverse aussi une phase de marasme intellectuel au Japon à partir du IXe siècle. Très peu de textes confucianistes sont édités dans le pays lors de cette période, et ceux qui le sont le sont en chinois, ce qui limite leur lectorat à quelques lettrés. L'étude de ces textes est par ailleurs souvent faite dans un cadre linguistique pour travailler les questions de traduction, et leur analyse est très limitée. Le confucianisme est étudié avant tout pour permettre aux fonctionnaires d'échanger avec des interlocuteurs chinois dans un cadre commercial : la dimension philosophique des textes reste en retrait et son utilité pour le fonctionnement de l’État au Japon ignorée. Le moine bouddhiste Kūkai, fondateur de l'école Shingon, publie même en 797 le Sangō shiiki (littéralement « Guide des trois enseignements ») dans lequel il entend démontrer l'infériorité du confucianisme sur le bouddhisme, notamment en raison de ses limites pour traiter de la métaphysique.
L'importance de la Daigaku-ryō au sein de la haute administration semble en surface connaitre des progrès. Le nombre d'étudiants augmente dans la première moitié du IXe siècle, tout comme la proportion de kugyō qui y étudient (aucun au VIIIe siècle, 13 % de 801 à 850, 19 % de 851 à 900, et jusqu'à 27 % dans la première moitié du Xe siècle). Cependant, au cours du IXe siècle, l'accès à certains cours est conditionné à la naissance, et certaines charges au sein de la Daigaku-ryō deviennent héréditaires, sapant la logique confucianiste de l'institution. En parallèle, des écoles privées réservées à l'aristocratie se développent au sein de la Daigaku-ryō, les plus connues étant la Kangakuin (ja) (patronnée par le clan Fujiwara) et la San'intei (ja) (patronnée par le clan Sugawara). Les académies de province sont quant à elles touchées par un manque grandissant d'enseignants. Peu de leurs élèves se présentent et obtiennent les concours encore organisés dans la capitale, ce qui tend à distendre les liens intellectuels entre la région de la capitale et le reste du pays.
Le sekiten (釈奠) voit son organisation redynamisée dans les années 830, alors que Tsunesada est prince héritier. Elle perd cependant en poids politique ce qu'elle gagne en place culturelle. Elle est à plusieurs reprises annulée dans la capitale lors de la seconde moitié du IXe siècle pour des raisons protocolaires, et son organisation sporadique dans le reste du pays ne se fait pas selon une forme unique. La directive de 860 qui cherche à uniformiser le protocole dans les provinces a des effets très limités. À partir de 838, les textes confucianistes qui y sont lus ne sont plus choisis pour leur intérêt vis-à-vis de la situation politique du moment, mais selon une liste tournante, ce qui limite leur portée. Le sekiten (釈奠) se voit aussi imposer un rang inférieur dans les cérémonies ; il est souvent décalé pour laisser place à des cérémonies liées à la famille impériale, ou pour ne pas entraver la réalisation de cérémonies bouddhistes ou liées au sanctuaire d'Ise. Une autre cérémonie se développe aussi dans la capitale à partir de 815, l'Uchi rongi  (内論義). Elle a beau se dérouler dans le palais impérial et mettre en scène les lettrés confucéens de la Daigaku-ryō et leurs élèves en présence de l'empereur et de la cour, sa liturgie rappelle la prééminence du corps politique sur le corps des lettrés,. Ces deux cérémonies bénéficient d'une certaine popularité dans les élites, car elles sont l'occasion de briller en démontrant leur maîtrise des lettres, notamment chinoises. Dédiant une partie importante du rituel à la récitation de textes classiques et à la musique, elles jouent un rôle social important à la cour. Des lettrés confucianistes comme Sugawara no Michizane (dans le domaine de la poésie) et Miyoshi Kiyotsura (dans le domaine de l'histoire et de la morale) parviennent à y briller dans la seconde moitié du IXe siècle. Ce dernier est assez critique du fonctionnement aristocratique de la cour, et présente sa vision confucianiste dans le Iken jūni kajō (ja), publié en 914.

#### Marasme jusqu'à la fin de l'époque de Heian

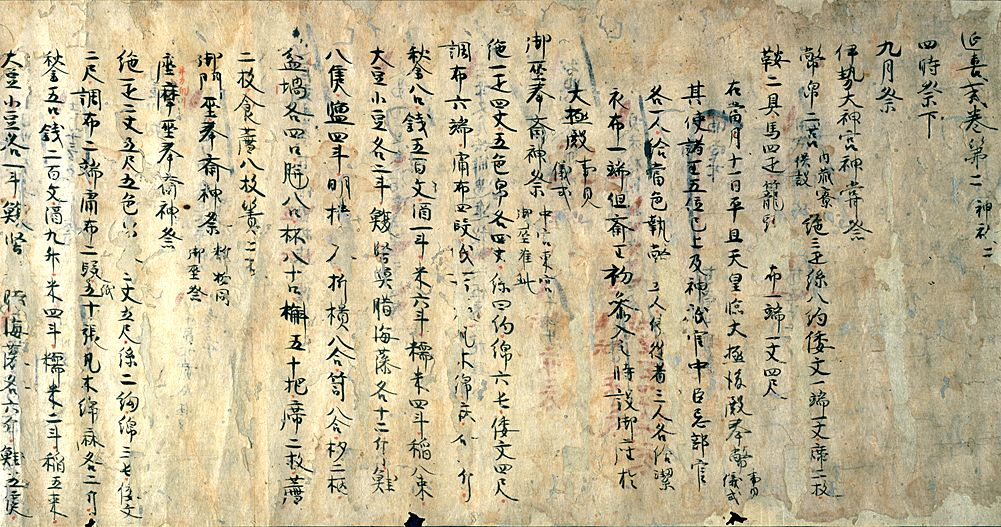
L'Engishiki, recueil des codes de la cours datant de 928, contient les plus anciennes descriptions connues du. Cette antériorité en fait une référence pour les restaurations ultérieures.

La liturgie du sekiten (釈奠) connait des évolutions dans le second quart du Xe siècle. Le code Engishiki qui est achevé en 928 et promulgué en 967 complète les protocoles déjà couverts par le code de Taihō de 701 et le Code Yōrō de 757. C'est le code le plus ancien qui nous soit parvenu pour lequel la totalité du contenu des rites confucianistes est connu. Il présente une version mature de ce rite, fruits de plusieurs adaptations successives du Da Tang Kaiyuan li (zh) au contexte japonais, sans trop s'en éloigner sur sa forme générale, que ce soit pour le rituel pratiqué à la Daigaku-ryō ou pour ceux organisés en province. C'est sur ce texte que les rénovations du rituel lors des siècles suivants vont se fonder jusqu'à une réfome de Kansei en 1800. Il conserve l'aspect grandiose de son modèle chinois : plus de 75 rôles liturgiques sont identifiables, et pas loin de 500 repas sont prévus pour le banquet principal. Contrairement à son modèle chinois, la place du prince impérial à cette cérémonie est limitée, et la figure de Confucius reste subordonnée à celle de la lignée impériale.
Les sources postérieures au Engishiki montrent cependant une organisation déclinante du sekiten (釈奠) jusqu'à la fin de l'époque de Heian, marquée par la baisse de prestige de la culture chinoise à la suite de la chute de la dynastie Tang en 907, mais surtout par la remise en cause du régime des codes par la montée en puissance du clan Fujiwara au profit d'un régime dominé par les grands clans. Le prince impérial disparaît des cérémonies organisées dans la capitale. Une version abrégée de la cérémonie, initialement prévue pour les jours de pluie, s'impose progressivement, et au début du XIe siècle, même des lettrés hauts responsables de la Daigaku-ryō commencent ponctuellement à ne plus être présents. L'Uchi rongi  (内論義) qui se tient dans le palais impérial semble ne plus avoir été organisée après l'ère Chōgen (1028-1037).
La place du sekiten (釈奠) est aussi remise en cause. Des cérémonies confucianistes privées voient le jour, organisées par des aristocrates, souvent liées à des écoles associées à des clans, comme la Kangakuin (ja) et la San'intei (ja). La plus ancienne de ces cérémonies privées est attestée en 1061. La liturgie du sekiten (釈奠) est aussi plus fortement soumise aux autres religions. Au début du XIIe siècle, l'usage de la viande est abandonné sous l'influence du bouddhisme, un abandon expliqué a posteriori par un rêve qu'aurait eu Confucius dans lequel une déesse du soleil lui serait apparue pour demander la fin de l'utilisation de la viande, subordonnant alors la pratique du confucianisme aux croyances shintō. La forme du sekiten (釈奠) commence aussi à inspirer d'autres types de cérémonies, ce qui dilue son rôle intellectuel et artistique. En 964, une cérémonie bouddhiste en reprend certains éléments, et à partir de 1118 est organisé au sein de la cour le Hitomaru-eigu (en) dédié au poète Kakinomoto no Hitomaro, qui reprend les aspects sacrificiels du sekiten (釈奠), mais aussi sa dimension culturelle en étant l'occasion d'un concours de poésie. L'un de ses premiers grands participants est Fujiwara no Atsumitsu (en), qui est à l'époque aussi dirigeant de la Daigaku-ryō.
Quelques initiatives sont prises au XIIe siècle pour tenter de restaurer la forme ou le prestige de plusieurs institutions confucianistes. Fujiwara no Atsumitsu transmet en 1135 un mémorandum à la cour pour se plaindre de manque de considération dont bénéficie la Daigaku-ryō, arguant du fait que le « déclin des écoles est l'une des sept causes du déclin d'un gouvernement ». Ce mémorandum reste lettre morte, mais Fujiwara no Yorinaga, ministre de la Gauche à partir de 1149 et soutien du confucianisme, parvient progressivement à rétablir la tenue du sekiten (釈奠) jusqu'à ce qu'un forme complète soit exécutée en 1153. Sa mort en 1156 met fin à cette dynamique. Dans la capitale comme en province, les préceptes du confucianisme entrent en conflit avec la montée du pouvoir des clans et de leurs domaines, qui marginalise l'administration et les lettrés. L'ascension du clan Fujiwara remet en cause le fonctionnement des rares institutions confucianistes encore fonctionnelles. La Daigaku-ryō voit son nombre d'enseignants baisser jusqu'à la fin de l'époque de Heian en 1185. Ses bâtiments sont détruits par le grand incendie qui ravage la capitale en 1177 et ne sont pas reconstruits. La Kangakuin (ja), école parrainée par le clan Fujiwara, est elle aussi détruite, mais bénéficie d'une reconstruction. Le sekiten (釈奠) est alors dans une forme très réduite jusqu'à la fin de la période dans l'enceinte du palais impérial.

### Confucianisme à l'époque médiévale

#### Époque de Kamakura
Le nouveau pouvoir du shogunat de Kamakura (1192-1333), dominé par le milieu des guerriers, opte pour plusieurs politiques qui vont influencer la manière dont le confucianisme se manifeste au sein de certains pans de la société japonaise. Il favorise la montée de nouvelles écoles de pensée bouddhistes qui ont émergé peu de temps auparavant dans la Chine des Song (960-1279). Celles-ci, comme le zen, se sont développées en Chine en intégrant les influences d'autres systèmes de pensée déjà présents, dont le confucianisme. C'est donc au travers de ce patronage bouddhiste que les idées confucianistes vont s'exprimer lors de cette période. Ce bouddhisme des cinq grands temples s'exprime par une production artistique plus créative, car il incite ses pratiquants à rechercher l'illumination par la pratique personnelle. Il s'adresse aussi à une plus grande population en prenant appui sur le milieu des guerriers. Le confucianisme et ses idées s'expriment alors davantage au travers de la production culturelle tout en touchant une plus grande partie de la population, alors qu'il était davantage réservé aux sphères aristocratique et visait une expression politique lors des périodes précédentes.

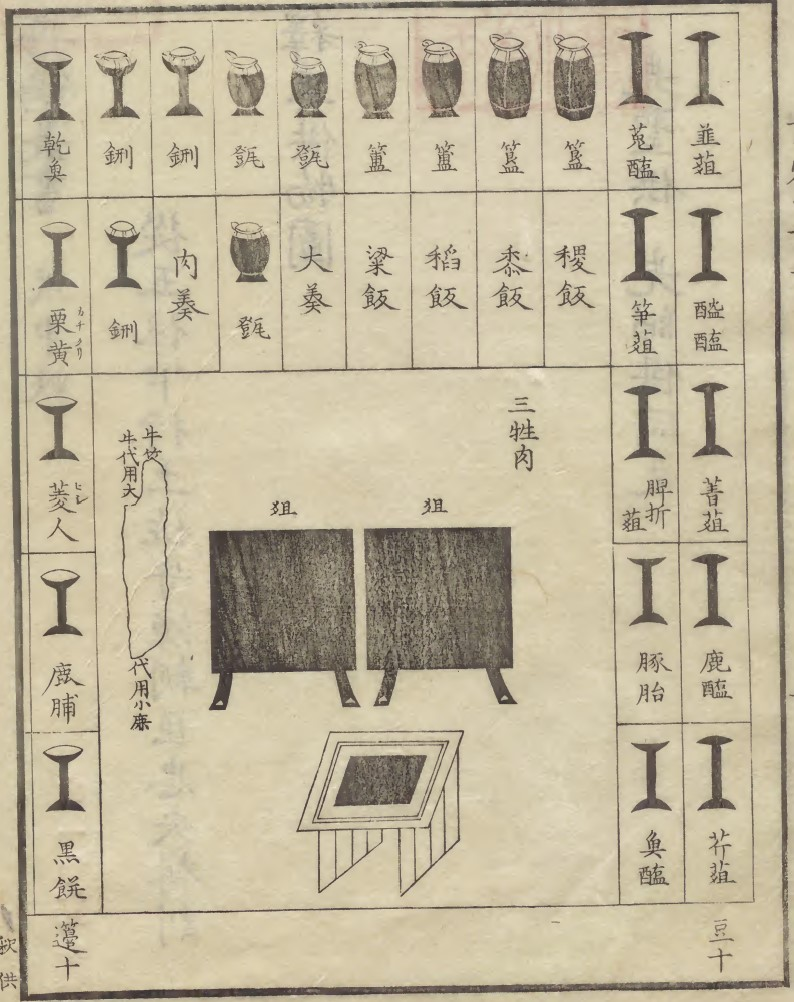
Disposition des offrandes lors d'un de la fin de la période de Kamakura.

Une nouvelle doctrine confucianiste basée sur les écrits de Zhu Xi, le néoconfucianisme, est introduit au Japon au début de la période par des moines Shunjō (ja) et Enni, et des moines chinois comme Lanxi Daolong. Il bénéficie d'un corpus idéologique plus important (empruntant au bouddhisme pour traiter de la métaphysique), d'un plus grand dynamisme intellectuel (de nombreux livres sont alors régulièrement importés de Chine), tout en conservant un certain prestige (il sert de référence aux examens impériaux à partir de 1315 sous la dynastie Yuan). Son influence touche aussi la cour, le moine bouddhiste Gen'e (ja) l'enseigne à des aristocrates influents comme Hino Suketomo (ja) Hino Toshimoto (ja). Ce néoconfucianisme influence même l'empereur Hanazono vers la fin de la période, lorsqu'il l'utilise dans le cadre d'une admonestation au prince restée célèbre. Influencé par le taoïsme et le bouddhisme, ce néoconfucianisme est plus métaphysique et ésotérique, contrastant avec le confucianisme antérieur, plus tourné vers l'action politique.
L'organisation de sekiten (釈奠) perdure au sein de la cour après la prise de pouvoir du shogunat de Kamakura. Fujiwara no Kanezane parvient à le rétablir à Kyōto en 1183 sous une forme très réduite, au moins jusqu'à sa disgrâce en 1196. Fujiwara no Teika en fait un compte rendu en 1216, le Sekiten shidai (釈奠次第, « procédures pour le Sekiten »), qui est utilisé par la suite lors de l'époque d'Edo pour restaurer cette cérémonie. Au total, 240 sekiten (釈奠) sont recensés lors des 280 années qui suivent la mise en place du shogunat de Kamakura et jusqu'aux prémisses de la guerre d'Ōnin. Les annulations sont le plus souvent liées à des problèmes de pureté du rituel, de période de deuil entourant la mort de dignitaires de la cour, et d'incompatibilité de calendrier avec des festivals shintō. Si ce rituel reste pratiqué par la cour impériale, le shogunat au contraire n'intègre pas de rite confucianiste, et seuls de rares patronages sporadiques sont recensés.

#### Époque de Muromachi

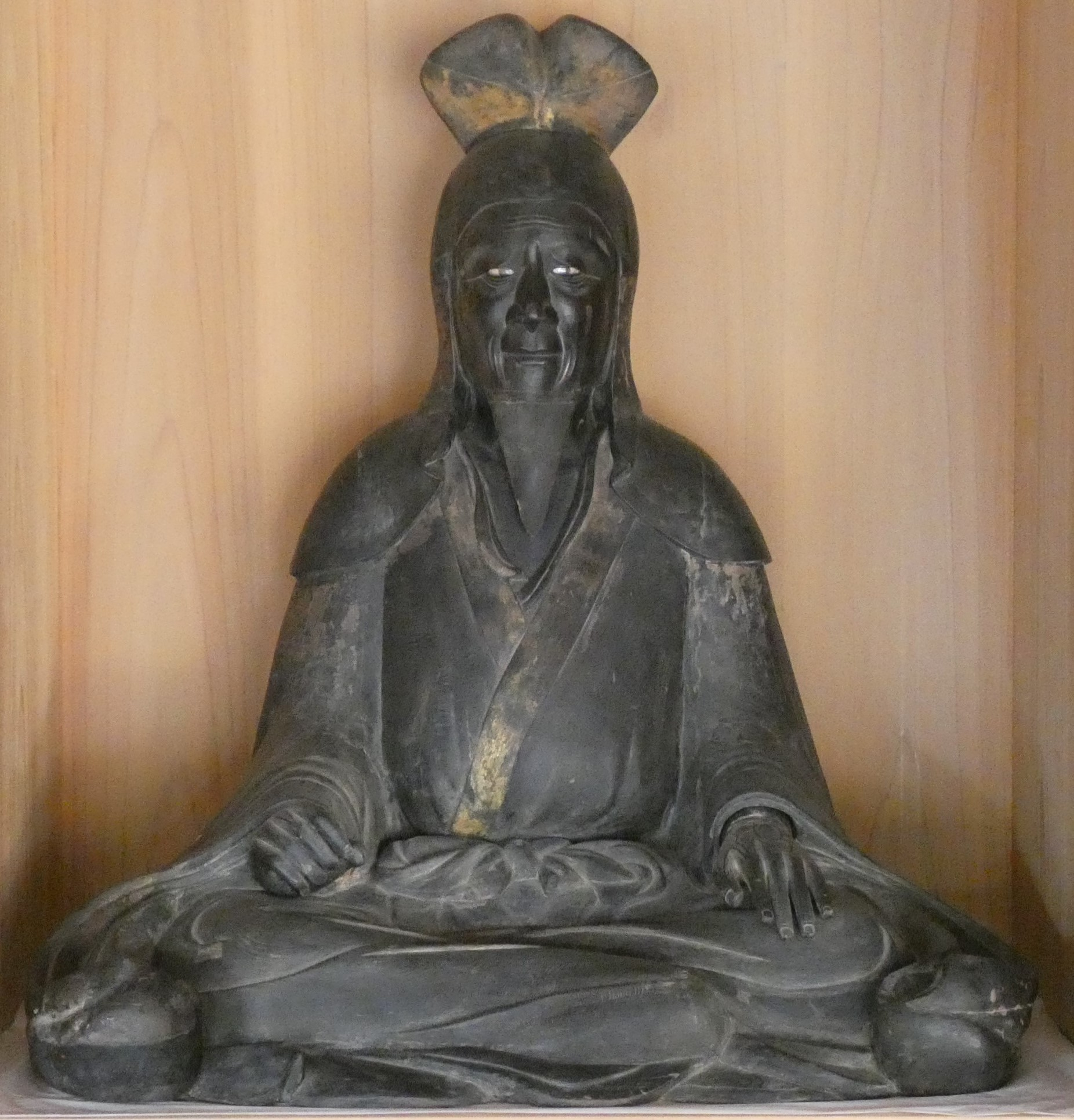
Statue de Confucius de 1535 de l'Ashikaga gakkō, la plus ancienne statue japonaise représentant Confucius.

Certaines pratiques confucianistes sont réinstituées lors de l'époque Nanboku-chō au sein de la Cour du Sud, qui conteste jusqu'en 1392 le pouvoir shogunal et prône une restauration du pouvoir de l'empereur. L'empereur Go-Daigo cherche à assoir sa légitimité en réinstituant divers rituels de cour observés lors des époques précédentes. Plusieurs rituels confucianistes sont ainsi réalisés, aux côtés d'autres rituels shintō et bouddhistes. Loin d'adhérer aux principes méritocratiques du confucianisme, l'empereur cherche à s'approprier les apparences de la légitimité politique. Au sein de la Cour du Nord puis de la cour impériale après 1392, une version du sekiten (釈奠) perdure, réduite à sa forme artistique, et donnant lieu à des compositions et à des déclamations de poésies. Un aristocrate comme Sanjōnishi Sanetaka en organise quatorze au sein de sa résidence entre 1505 et 1512, auxquels participent des représentants de familles aristocratiques souvent associées aux rituels confucianistes, comme les Nakawara, les Sugawara, et les Kiyohara.
Le néoconfucianisme tel qu'il est alors étudié au sein des différentes communautés bouddhistes joue par ailleurs un rôle structurant pour la pensée shintō. La cosmologie issue de la lecture du Yi Jing en particulier influe à cette époque sur la manière dont la cosmologie du shintō est forgée à cette époque. À la cour impériale de Kyōto, plusieurs aristocrates jouent un rôle central dans la diffusion ce néoconfucianisme aux XVe et XVIe siècles, dont Ichijō Kaneyoshi (auteur du premier commentaire de la Grande Étude en japonais), Kiyohara Nobukata (ja) (enseignant influent de la premire moitié du XVIe siècle).
Le confucianisme reste étudié au Japon à la fin de l'époque de Muromachi par quelques érudits bouddhistes, souvent liés à l'école Rinzai. À la fin du XVe siècle, la guerre d'Ōnin a pour effet de disperser dans le pays de nombreux moines, et par ce biais de diffuser davantage ces doctrines auprès des élites locales. Le lettré confucianiste Keian Genju (en) rejoint ainsi la province de Satsuma où il fonde la Satsuma gaku-ha (ja), tandis que Minamimura Baiken (ja) rejoint la province de Tosa où ses enseignements confucianistes servent de base à la Nan gaku (ja). L'organisation de quelques sekiten (釈奠) sporadiques est attestée à Kyūshū et dans le Kantō lors du dernier siècle de cette époque ; surtout liés à des moines bouddhistes dont les motivations sont religieuses ou à des seigneurs locaux dont les motivations sont politiques (légitimation du pouvoir), leur influence reste très limités.
L'érudit coréen Kang Hang (en), capturé lors de la guerre d'Imjin en 1597 et retenu captif au Japon, joue un rôle de passeur important, notamment en formant Fujiwara Seika, qui à son tour ouvre à Kyōto une école où sont enseignés les préceptes confucéens. Plusieurs des élèves qu'il y forme, comme Hayashi Razan, jouent un rôle-clef dans la diffusion et la pénétration du confucianisme auprès des élites en conseillant les politiques les plus puissants du nouveau régime. Il s'agit souvent de la lecture du confucianisme basée sur les écrits de Zhu Xi, le néoconfucianisme.

### Époque d'Edo

#### Néoconfucianisme religieux
Le contexte religieux japonais connait d'importantes évolutions lors du XVIe siècle. Cette époque Sengoku voit les communautés bouddhistes qui s'opposent à l'unification du pays sous la coupe de grands seigneurs être réprimées, comme l'école Jōdo shinshū. Le catholicisme récemment introduit dans le pays fait lui aussi l'objet de méfiance de la part des autorités, avant d'être éradiqué dans la première moitié du XVIIe siècle. Le néoconfucianisme se retrouve alors dans un statut un peu particulier. Une partie importante de sa doctrine est individualiste, et peut être perçue comme subversive par le pouvoir politique qui cherche au contraire à s'assurer de la soumission du peuple. Jusqu'au milieu du XVIIIe siècle, le néoconfucianisme reste encore perçu par le pouvoir central comme une idéologie étrangère, et potentiellement séditieuse au même titre que le christianisme. Lors du règne des quatre premiers shōgun Tokugawa, le néoconfucianisme fait ainsi régulièrement l'objet d'une grande méfiance de la part du pouvoir. La situation peut alors avoir été exacerbée par les autorités bouddhistes, de manière à écarter un courant religieux concurrent, mais aussi par une certaine proximité et confusion qui existe avec la doctrine d'un autre courant religieux venu de Chine et en plein essor au Japon au début du XVIIe siècle, le Tendō (ja).

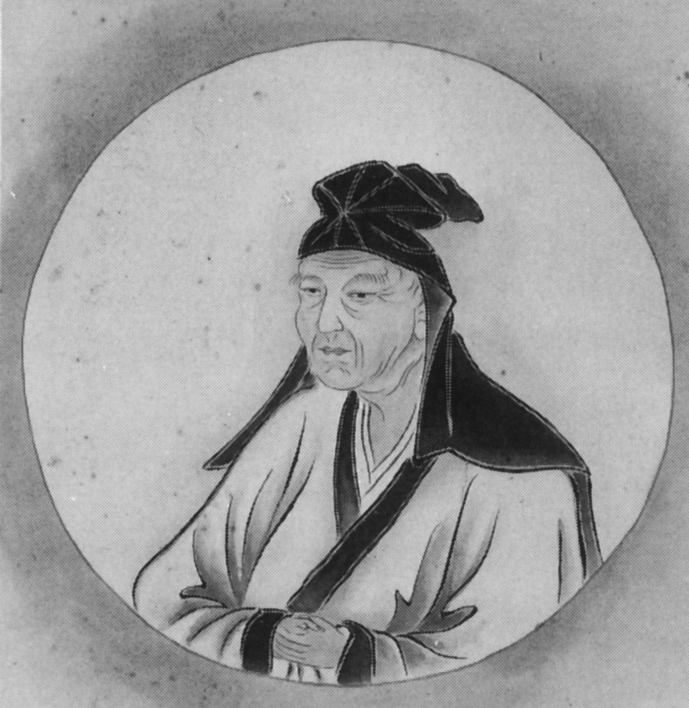
Hayashi Razan, proche serviteur du premier shōgun Tokugawa, joue un rôle majeur dans l'adoption des idées confucianistes pour l'administration shogunale.

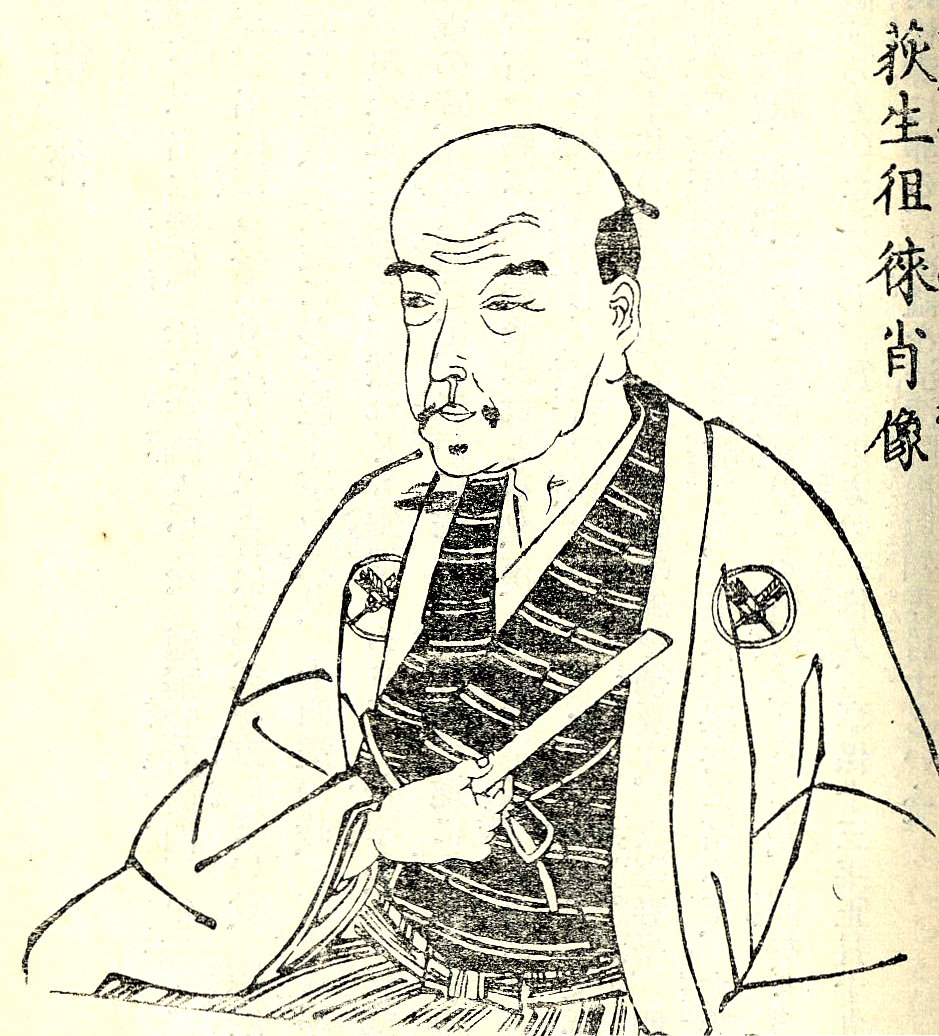
Ogyū Sorai, en proposant une version du confucianisme acclimatée aux réalités japonaises, dont le shintō, joue un rôle central pour la pérennité du confucianisme dans le pays.

Plusieurs courants s'affirment lors du premier siècle de l'époque d'Edo. L'école Shushi-gaku se repose sur les écrits de Zhu Xi, et apparait comme le courant orthodoxe du néoconfucianisme. Elle compte des personnalités comme Hayashi Razan, Yamazaki Ansai, ou encore Kaibara Ekken. Les deux premiers par leurs écrits vont réduire les influences bouddhiques que le néoconfucianisme a intégrées lors de sa phase d'introduction au Japon. L'école Yōmei-gaku reprend elle les écrits de Wang Yangming, et repose sur des personnalités comme Nakae Tōju et Kumazawa Banzan. Ces courants néoconfucianistes font face à une critique grandissante dès la seconde moitié du XVIIe siècle par des confucianistes comme Yamaga Sokō, Itō Jinsai et Ogyū Sorai, qui forment alors un courant propre au Japon, l'école Ko-gaku (« études anciennes »), qui prône un retour aux textes originaux de Confucius, et critiquent l'usage de concepts bouddhistes et taoïstes pour analyser ces textes. Bien que présentant des nuances de doctrines, ces écoles de pensée néoconfucianistes partagent de nombreux points communs, comme le suivi de certains rituels et pratiques issus des écrits de Zhu Xi, une dynamique de syncrétisme assez marquée avec le shintō (Yamazaki Ansai met même en forme un Suika shintō qui fait une synthèse de ces deux écoles de pensée et qui préfigure le Shintoïsme d'État de l'ère Meiji), et la capacité à faire émerger un cadre de pratiques et de réflexions propres au Japon, et non un simple calque d'un modèle chinois préexistant.
Ces écoles néoconfucianistes sont diversement reçues par le pouvoir politique, et certaines personnalités lui apparaissent comme particulièrement subversives. Alors que le shogunat cherche à contrôler les samurai en les soumettant à un système hiérarchique, Kumazawa Banzan vise à les mettre au sommet d'un pouvoir local où ils auraient comme fonction de guider les communautés rurales selon les principes confucéens d'« amélioration de soi », et de « rectification de l'esprit ». Yamaga Sokō en formulant une voie du samurai dans laquelle cette « amélioration de soi » néoconfucianiste passe par la pratique martiale apparait tout aussi subversif à la même époque. A contrario certaines personnalités néoconfucianistes sont bien perçues par le pouvoir. Hayashi Razan est un des plus proches serviteurs du premier shōgun Tokugawa, parfois au prix d'un conflit entre son éthique confucianiste et ses obligations envers l’État. Yamazaki Ansai, en proposant un syncrétisme très poussé du néoconfucianisme avec le shintō, parvient à « indigéniser » le néoconfucianisme et ainsi à forger une véritable idéologie sur laquelle plusieurs régimes politiques japonais vont se reposer, là aussi au prix de compromis avec l'éthique confucianiste traditionnelle (notamment en renonçant à la notion de mandat du Ciel). En rejetant les apports du néoconfucianisme, notamment les Quatre Livres, Ogyū Sorai formule un confucianisme qui vise à s'intégrer dans la culture japonaise en prenant appui sur elle seule. Selon lui, le Japon doit faire émerger ses propres rites, sans dépendre d'un cadre politique et métaphysique étranger, tout en conservant à l'échelle individuelle cet objectif d’« amélioration de soi » confucianiste. Ce confucianisme formulé par Sorai bénéficie d'une très grande popularité dans la première moitié du XVIIIe siècle, dans les milieux politiques comme plus populaires.
Si ce néoconfucianisme bénéficie de l'interdiction d'étudier des doctrines étrangères lors de l'ère Kan'ei (1624-1643), et que l'école Shushi-gaku qui repose sur les écrits de Zhu Xi affermit sa position de quasi doctrine officielle du shogunat par la suite, ce courant de pensée entre dans une phase de déclin intellectuel dès la seconde moitié du XVIIe siècle, notamment à la suite de la popularité des critiques d'Ogyū Sorai. L'œuvre de Matsudaira Sadanobu (particulièrement l'édit de Kansei de 1790) est déterminante dans la seconde moitié du XVIIIe siècle pour redynamiser ce courant, notamment pour ancrer plusieurs pratiques néoconfucianistes dans le fonctionnement de l'État, et pour faciliter la carrière des Trois docteurs de l'ère Kansei (ja) (Shibano Kuriyama (ja), Okada Kansen (ja), Bitō Jishū (ja), tous trois néoconfucianistes). En raison de cette place faite au néoconfucianisme orthodoxe au sein de l’État, le nombre d'écoles privées et domaniales formant aux doctrines néoconfucianistes connait une forte hausse à la fin du XVIIIe siècle et se maintient dans le reste du XIXe siècle.

#### Cadre politique

##### Une doctrine qui devient nationale et qui forge une identité nationale
Le confucianisme s'impose pendant la période comme une philosophie politique commune à l'ensemble des élites du pays, fixant des normes d'éthique et de gouvernance. La hausse de l'alphabétisation et l'essor des académies d'inspiration confucianiste permettent de structurer intellectuellement le pays en profondeur. Cependant, jusqu'au milieu du XVIIIe siècle, le confucianisme reste encore perçu par le pouvoir central comme une idéologie étrangère, et potentiellement séditieuse au même titre que le christianisme. Si une normalisation progressive s'opère à mesure que des lettrés confucéens gagnent en influence auprès du pouvoir central et des daimyō, ce n'est véritablement qu'à partir de 1680 et du début du règne du cinquième shogun, Tokugawa Tsunayoshi, qu'une acceptation institutionnelle se généralise, et que le néoconfucianisme s'impose comme l'idéologie centrale du régime. Un temple confucianiste, le Yushima Seidō commence à être associé à partir de 1691 au régime shogunal, et le clan Hayashi en obtient la gestion de manière héréditaire.

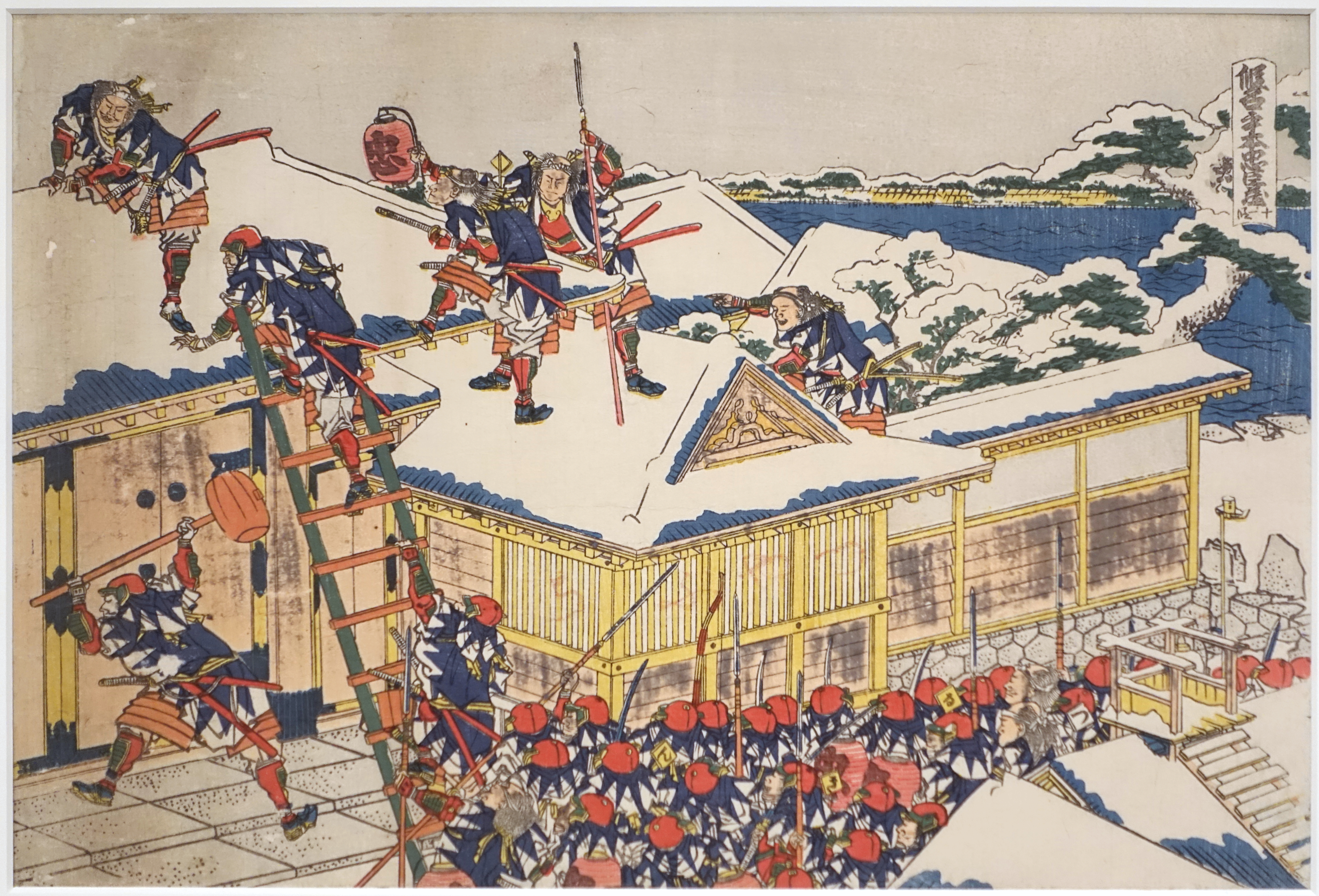
L'affaire des 47 rōnin de 1701-1703 interroge à son époque sur les limites de la loyauté prônée par le confucianisme.

La doctrine confucianiste se transforme pour s'adapter aux réalités politiques du pays. La dimension méritocratique s'efface dès lors qu'est abordée la question de la nature aristocratique et héréditaire des élites politiques. La notion de mandat céleste qui structure la pensée confucianiste en Chine est absente du contexte japonais, en dehors de quelques penseurs vite marginalisés. Les confucianistes japonais de l'époque mettent plus l'accent sur la nécessité de promouvoir les personnes les plus méritantes, mais aussi sur la responsabilité et le devoir qu'ont les vassaux et les conseillers d’informer leurs seigneurs dès qu'une décision semble malavisée. L'accent est aussi mis sur les valeurs comme la loyauté et l'obéissance des subordonnés. Le confucianisme tend ainsi à légitimer la nature hiérarchique et féodale du régime.
L'émergence d'une conscience nationale japonaise à la sortie d'une longue période de morcellement politique bénéficie des enseignements du confucianisme. Des auteurs de la première moitié du XVIIe siècle comme Matsunaga Sekigo (ja), Yamaga Sokō, ou encore Kumazawa Banzan utilisent à de nombreuses reprises une sémantique qui véhicule l'idée d'un pays unique, comme Nihon (日本, littéralement « Japon ») ou wagakuni (我が国, littéralement « notre pays »), ce qui tranche avec les discours politiques issus de décennies de fragmentation entre de nombreux domaines. La portée sociale du confucianisme permet alors de toucher toutes les couches de la population, et d'y faire émerger l'idée qu'elles partagent une identité commune. Cette identité se construit aussi en opposition avec le christianisme ou avec la dynastie manchu des Qing au début de la période, puis vers la fin du régime en opposition avec les puissances européennes. Lors de cette dernière phase, des lettrés comme Yoshida Shōin et Aizawa Seishisai (auteur du Shinron qui introduit la notion de Kokutai, ou « essence nationale ») sont les plus influents. Le Japon est lui aussi soumis à une grille de lecture confucianiste par ses voisins continentaux. Lors des ambassades que la Corée de Chosŏn missionne à Edo, les lettrés coréens en profitent pour évaluer la grandeur du Japon à l'aune de son suivi des préceptes confucianistes. Ceci se fait toujours au détriment de leur image du Japon, en raison du faible respect des rituels confucianistes comme le sekiten (釈奠), ou de la permissivité du régime envers des comportements jugés contraire aux bonnes mœurs, en particulier par l'existence de quartiers dédiés à la prostitution.

##### Une institutionnalisation qui reste en retrait
L'institutionnalisation du confucianisme se heurte dans un premier temps à son absence de rôle au sein de l'État. Alors qu'en Chine l'étude de textes confucianistes au sein d'écoles consacrées à cette doctrine est une des fondations des examens impériaux, et que ce modèle s'est aussi imposé en Corée, l'absence de tels examens au Japon lors de l'époque d'Edo prive le confucianisme de ses débouchés classiques. Ce n'est qu'avec le travail sur le Honchō Tsugan, ouvrage d'histoire officielle commandé par le régime auprès de l'école de Hayashi Razan et achevé en 1670, que le confucianisme commence à nouer un lien avec l'État shogunal. Cette école réorganise son cursus en cinq cours en 1666, de manière à ressembler à celui suivi par la Daigaku-ryō des époques antiques. Elle reste cependant une institution privée, extérieure au régime Tokugawa bien que très proche.
Le soutien de l'État pour le confucianisme progresse pendant le règne du shōgun Tokugawa Tsunayoshi à partir de 1680, en particulier pendant l'ère Genroku. Le shōgun finance le déménagement et la construction de l'institution confucianiste gérée par la famille Hayashi à proximité du château d'Edo. Des daimyō ont même ordre d'accompagner le shōgun et d'assister aux cérémonies organisées dans ce temple à partir de 1693, ce qui à pour effet d'augmenter considérablement son audience, et pousse à l'organisation d'une cérémonie supplémentaire. L'institution des Hayashi bénéficie alors d'une dotation de l'État pour assurer son fonctionnement, et ses bâtiments sont reconstruits aux frais de l'État après un incendie en 1703. Cependant le contenu de la doctrine confucianiste, fondée sur la méritocratie, ne trouve qu'un faible écho. Tokugawa Tsunayoshi cherche par ce patronage à capter un certain prestige de cette institution d'origine chinoise, mais sans se soumettre à ce qui pourrait remettre en cause son autorité. La famille Hayashi devient elle-même héritière d'une charge, en contradiction avec la doctrine qu'elle est censée porter. Le nombre d'étudiants formés reste confidentiel, et aucun n'exerce à des postes importants au sein de l'appareil d'État. L'école demeure une institution privée. Les idées du confucianisme infusent cependant certains textes légaux du début du XVIIIe siècle. Le Buke shohatto, qui regroupe les lois qui régissent les familles de guerriers, est enrichi en 1707 par le lettré confucianiste Arai Hakuseki.
L'absence de cadre institutionnel commun à l'ensemble du pays a pour effet de rendre les enseignements d'inspiration confucianiste assez hétéroclites. L'absence d'écoles de pensée identifiables rend les différences doctrinaires peu marquées. À côté des enseignements de Zhu Xi, ceux de Wang Yangming sont aussi assez largement diffusés. Si en 1790 l'édit de Kansei cherche à interdire les courants hétérodoxes du confucianisme pour imposer ceux découlant des écrits de Zhu Xi, ses effets sont limités en dehors du Yushima Seidō.

#### Cadre intellectuel et éducatif

##### Une place pédagogique et scientifique centrale pendant toute la période
Le confucianisme, en particulier ses enseignements de la dynastie Song, va influencer le développement intellectuel japonais vers un plus grand rationalisme. Il postule que tous les phénomènes observables découlent de règles immuables, et qu'il est possible en les comprenant d'en tirer parti. En les comprenant, il est donc possible d'améliorer le fonctionnement de la société et la vie de chaque individu, remplissant ainsi les objectifs sociaux du confucianisme. En recherchant le fonctionnement de ces règles, une dynamique spéculative va à l'occasion tirer vers le métaphysique, et par ce biais influencer les grilles de lecture bouddhistes et shintō. L'absence d'école de pensée disposant d'une autorité intellectuelle importante pousse les confucianistes à se justifier et à démontrer la justesse de leurs idées, les incitant à un certain empirisme.
Une professionnalisation des enseignants s'effectue aussi lors de la période d'Edo. On estime à plusieurs dizaines de milliers le nombre d'étudiants qui fréquentent en permanence les différentes écoles confucianistes dès le milieu de la période, ce qui entraine une professionnalisation et un essor du corps enseignant. La plupart d'entre eux sont des lettrés confucianistes, et enseignent à plusieurs strates de la société. Leur présence dans les écoles domaniales leur permet de toucher les futures élites qui vont se mettre au service des daimyō. Ils forment aussi le gros des enseignants des terakoya qui, bien qu'étant souvent hébergés dans les temples bouddhistes, délèguent souvent aux confucianistes les activités d'enseignement. Les confucianistes jouent ainsi un rôle central dans l'amélioration de l'éducation japonaise dès le début du XVIIe siècle et jusqu'à la fin de la période. L'apprentissage de l'écriture et de la lecture se fait le plus souvent avec des manuels pédagogiques, ou ōrai (往来), qui mettent en avant la morale confucianiste, permettant ainsi son assimilation progressive par la population et les élites.

##### Essor en dehors du cadre étatique auXVIIesiècle
La période d'Edo, et en particulier la fin de celle-ci entre la fin du XVIIIe siècle et le début du XIXe siècle, est marquée par une intense activité intellectuelle rendue possible par le cadre éducatif et éthique prôné par le confucianisme. Ce terreau intellectuel, bien que centré sur les élites politiques touche aussi différentes classes de la société, du samurai pauvre au riche marchand, et jusqu'au moine bouddhiste. Il bénéficie du réseau d'écoles d'inspiration confucianiste et de l'importance du nombre de livres en circulation. Plusieurs pratiques pédagogiques connaissent une importante diffusion à l'époque, en étant développées ou adoptées par les milieux confucianistes. La lecture de textes à haute voix, ou sodoku (ja), en traduisant à la volée du chinois au japonais, ou les lectures de groupe (会読, kaidoku), pour susciter la lecture critique de textes, font partie des outils utilisés pour l'enseignement. Ces pratiques régulières dotent les confucianistes d'une bonne maitrise de l'oral et du débat, tout en leur fournissant une base solide de connaissances, compétences utiles lorsqu'ils cherchent à se faire embaucher par des puissants daimyō.
Le confucianisme est très fortement lié à l'essor et à la pratique de la médecine dès la fin de la période précédente. Sa pratique se retrouve dans de nombreuses institutions médicales, écoles et dispensaires, et plusieurs des confucianistes les plus influents du début de la période comme Itō Jinsai et Ogyū Sorai proviennent de familles de médecins. Le savoir médical pendant toute cette période est marqué par des grilles de lecture, des pratiques et des modes de diffusion liés au confucianisme. D'abord très fortement influencé par le néoconfucianisme au XVIIe siècle, et invoquant le Qi dans sa base théorique, la médecine japonaise suit les évolutions doctrinaires du confucianisme en intégrant successivement au XVIIIe siècle les apports des Kōshō-gaku puis des Ko-gaku (puis des rangaku au travers du réseau confucianiste).

##### Rapprochement du cadre étatique des réformes Kyōhō aux réformes Kansei

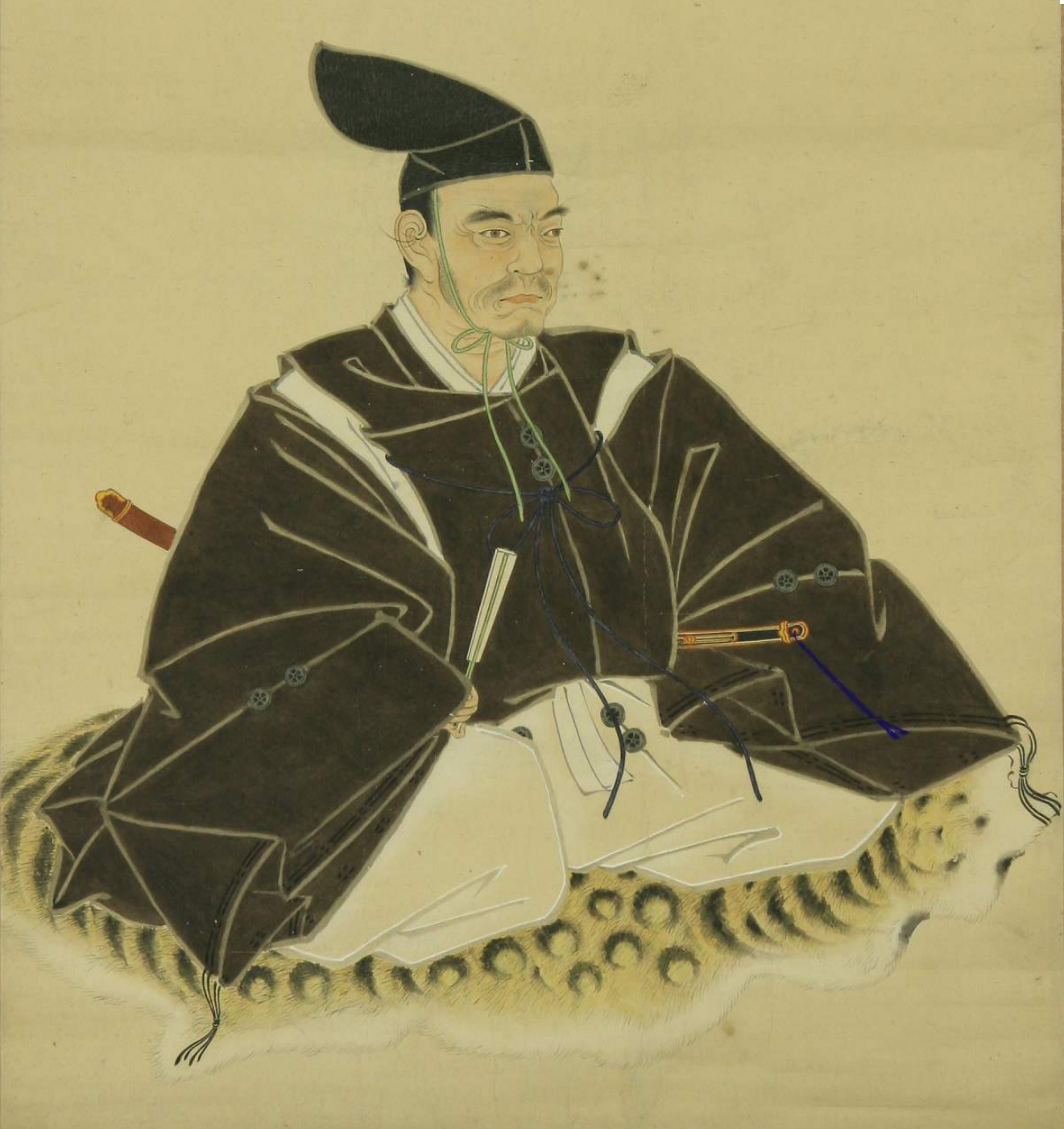
Arai Hakuseki, influent auprès du 8e shōgun Tokugawa Yoshimune, permet l'adoption de préceptes confucianistes dans l'administration shogunale.

Les difficultés économiques et agricoles que rencontre le Japon dans les années 1730 poussent l'État shogunal à entamer une série de réformes. Celles-ci sont en partie à l'initiative de confucianistes qui travaillent dans l'entourage immédiat du shōgun Tokugawa Yoshimune, comme Muro Kyūsō et Arai Hakuseki. Interventionnistes dans leurs formes, ces réformes vont avoir pour effet d'impliquer l'État shogunal dans la transmission du savoir. Dans le domaine médical en particulier, l'état shogunal décrète la création en 1722 d'un dispensaire de soin dans le quartier de Koishikawa à Edo, le Koishikawa Yōjōsho (ja), et l'essor des jardins botaniques de Koishikawa pour fournir plus d'herbes médicinales. Bien qu'étant à l'initiative de ces institutions liées aux savoirs, il reste à l'écart de l'opérationnel et en délègue la gestion. La structuration et l'essor à la même époque des Tōtsūji (ja), interprètes chinois à Nagasaki, s'opère de la même manière, de même que le développement de l'académie confucianiste à Edo, qui tout en bénéficiant du soutien de l'État shogunal reste gérée par le clan Hayashi. Ce soutien shogunal à des institutions liées à la transmission de savoirs pratiques est cependant souvent limité dans le temps, lié au bon vouloir du gouvernement, et à l'influence des confucianistes en son sein.

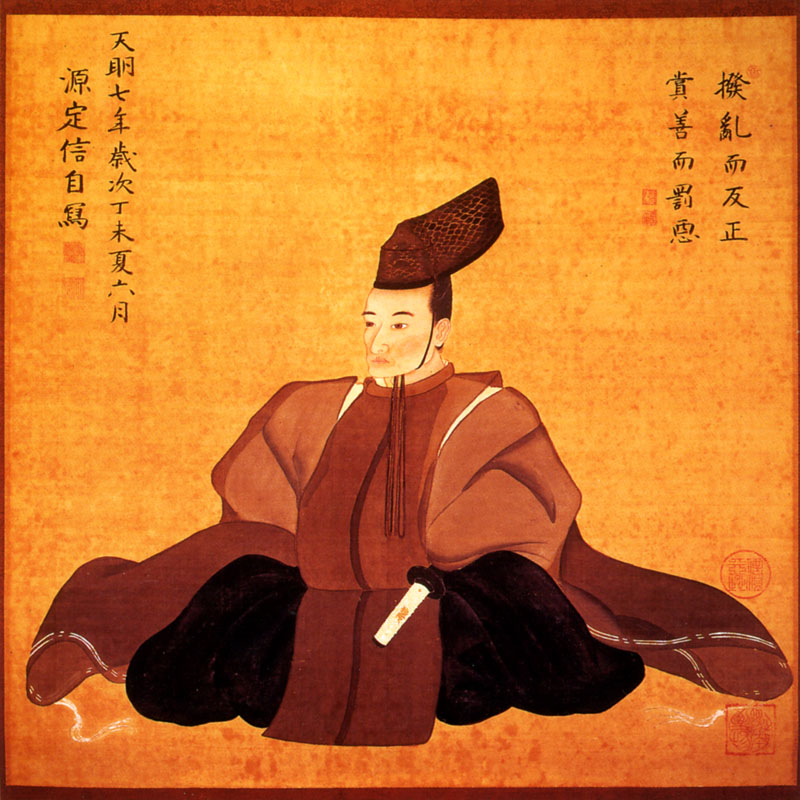
Matsudaira Sadanobu, influent auprès du 11e shōgun Tokugawa Ienari, instigateur des réformes Kansei d'inspiration confucianiste.

L'institutionnalisation de différentes écoles jugées cruciales pour les intérêts du shonugat est réalisée lors des réformes Kansei dans la dernière décennie du XVIIIe siècle. À la suite de cette réforme d'inspiration confucianiste menée par Matsudaira Sadanobu, elle sont intégrées à l'administration du shogunat, sont régulées et standardisées, et leur croissance est stimulée. Leur recrutement devient souvent plus restreint, excluant les roturiers et bénéficiant aux familles de samurai de plus haut rang. L'académie confucianiste du clan Hayashi commence progressivement à passer dans l'administration shogunale à partir de 1790, tout comme la Igakukan (en), école de médecine dépendant du clan Taki (ja). D'autres institutions de ce type sont créées, comme le Bansho-wage goyō (ja) chargé de la traduction de documents occidentaux. Le cursus est souvent influencé par les préceptes néo-confucianistes. Au sein de l'école de médecine, l'étude des Quatre livres et Cinq classiques fait partie des premiers cours. L'académie confucianiste bénéficie d'un rôle central au sein de ce réseaux d'écoles shogunales, en servant souvent de pivot entre elles.
Cette époque voit aussi des courants de pensée confucianistes émerger ou se consolider en dehors du cadre institutionnel shogunal. La Kōshō-gaku, dite aussi « école des preuves » ou « école de la critique textuelle » place la plupart de ses travaux dans le domaine de la philologie. Yoshida Kōton (ja) puis Ōta Kinjō (ja) sont dans la seconde moitié du XVIIIe siècle vus comme les premiers représentants de ce courant. La Setchū-gaku (ja) plus éclectique dans son approche émerge à la même époque, mais subit de plein fouet l'interdiction des écoles non-orthodoxes en 1790.

##### Les réseaux confucianistes vecteurs de modernisation

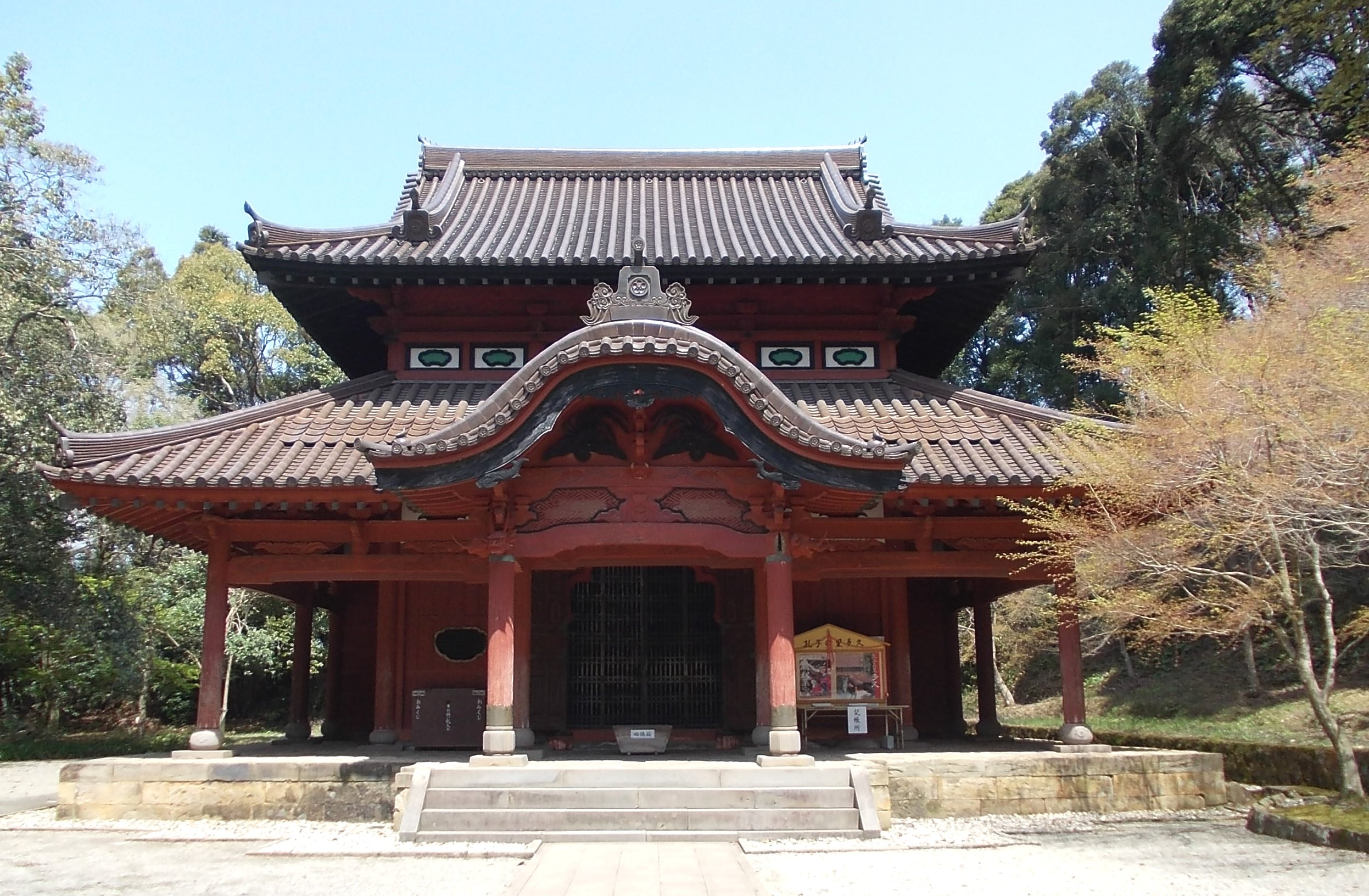
Taku seibyō, temple confucianiste créé en 1708 au sein de l'école.

Le réseau d'écoles confucianistes devient un important vecteur de diffusion d'idées nouvelles non liées au confucianisme à partir du XVIIIe siècle, comme les rangaku (« études hollandaise »), les kokugaku (« études nativistes »), ou encore les kangaku (« études chinoises ») ; si le contenu de ces écoles de pensée est parfois antagoniste avec les enseignements confucianistes, il s'adapte pour entrer dans ce cadre intellectuel et tire profit de celui-ci. Sugita Genpaku pour les rangaku comme Motoori Norinaga pour les kokugaku sont des adeptes des lectures de groupe (会読, kaidoku) par exemple. Les rangaku sont souvent enseignées au sein des institutions confucianistes mises en place par le régime. Les kokugaku, bien que repoussant le confucianisme sur la base de son origine chinoise, et prônant un retour aux textes antiques japonais comme inspiration pour le régime, s'inscrivent dans un cadre intellectuel mis en place par le confucianisme et compatible avec lui.
L'académie confucianiste du régime shogunal joue un rôle central dans la modernisation du pays dans la première moitié du XIXe siècle. Elle fournit à la fois une partie importante des cadres de l'institut shogunal chargé des traductions de documents étrangers, mais aussi des milliers de lettrés qui travaillent dans les écoles domaniales et les écoles privées dans le reste du pays. Au milieu du XIXe siècle, le pays dispose ainsi d'un réseau informel d'acteurs éducatifs partageant les mêmes pratiques et la même éthique confucianiste. C'est au travers de ce réseau que les savoirs occidentaux vont être traités, assimilés, et diffusés. Le cadre confucianiste est souvent mis en avant pour expliquer la réussite des politiques de modernisation du pays au début de l'ère Meiji à partir de 1868, soit par le rôle joué par des institutions confucianistes (comme la Bansho Shirabesho ou la Yushima Seidō), ou comme formation intellectuelle de plusieurs personnalités politiques de premier plan (de nombreux membres de la Meirokusha ont eu une formation confucianiste).
Le moule de pensée confucianiste joue un rôle important pour permettre la pénétration des idées occidentales dans les dernières années du régime. C'est au travers de ses grilles de lectures intellectuelles et de sa terminologie qu'est faite une forme de critique politique du Japon, et la promotion de la « modernité occidentale » pour répondre aux besoins du pays. Les écrits du lettré chinois Xu Jiyu (en) faisant la promotion de la modernité occidentale selon une grille de lecture confucianiste, publiés en 1849, sont traduits dès 1861 en japonais. Yokoi Shōnan dans son Trois grandes discussions de la politique d'État, publié en 1857, présente l'Occident comme l'incarnation de l'idéal confucianiste. Lorsque Nishi Amane et Mamichi Tsuda, envoyés à l'université de Leyde en 1863 pour étudier les sciences politiques, traduisent les grands principes du droit naturel, ils le font selon des termes confucianistes. Ils font de plus explicitement le lien entre ce droit naturel et la pensée du confucianiste japonais Ogyū Sorai. D'autres aspects de cette modernité occidentale, comme les statistiques, le capitalisme, et le libéralisme sont traités par cette grille de lecture confucianiste par Nishi Amane et Mamichi Tsuda, et leurs intégration au Japon est ainsi privilégiée. Ce lien entre confucianisme et modernité occidentale est cependant loin d'être uniforme. L'intellectuel Fukuzawa Yukichi fait ainsi la promotion de cette modernité mais en l'opposant au confucianisme, bien qu'étant lui-même très influencé par le confucianisme.

#### Évolutions des rites

##### Reprises du rituel, entre cour impériale etbakufu
La reprise des rituels confucianistes se heurte à plusieurs contraintes au début de l'époque d'Edo. La dimension méritocratique du confucianisme s'oppose au fonctionnement héréditaire du pouvoir shogunal et des daimyō, et le modèle chinois a connu de nombreuses évolutions lorsque les échanges culturels reprennent entre les deux pays. La dimension culturelle du sekiten (釈奠) pratiqué lors de la période précédente (notamment par son ostentation culturelle : concours de poésie, lecture de textes, musiques…) permet à certaines initiatives de voir le jour au sein de la cour impériale à Kyōto. Le confucianiste Matsunaga Sekigo (ja) est à l'origine d'une tentative de relance de ce rite dans les premières années du régime, et bénéficie à ce titre d'une certaine reconnaissance de la part de l'empereur Go-Mizunoo lors de son règne de 1611 à 1629. Quelques années plus tard, un cadre plus ambitieux est projeté par l'empereur Go-Kōmyō, mais sa mort en 1654 met fin au projet.
Dans l'environnement du shōgun à Edo au contraire, pour des raisons politiques, aucun confucianiste proche du pouvoir des samurai ne milite en faveur de l'instauration de rites dans un cadre officiel. Trop d'antagonismes perdurent entre le fondement héréditaire du pouvoir et le projet méritocratique du confucianisme, et avec le bouddhisme est encore très influent. Les rares confucianistes qui envisagent l'instauration d'un sekiten (釈奠) dans un cadre officiel, ou qui le pratiquent dans un cadre privé, sont ou marginalisés comme Kumazawa Banzan, ou issus du milieu des marchands comme Nakamura Tekisai (ja), ou de milieux plus populaires comme Itō Jinsai et son fils Itō Tōgai (ja), et donc très éloignés des sphères du pouvoir. Malgré tout, dans l'entourage des premiers shōgun Tokugawa
Trois illustres seigneurs (ja) (Ikeda Mitsumasa, Hoshina Masayuki, Tokugawa Mitsukuni et Maeda Tsunanori) font preuve de beaucoup de bienveillance envers les préceptes du confucianisme, mais aussi envers ses rites qu'ils adoptent parfois partiellement au sein de leurs domaines comme Tokugawa Yoshinao. La forme retenue pour ces rituels est souvent très réduite et apolitique, tirée des enseignements de Zhu Xi.
Plusieurs sources vont influencer l'évolution du sekiten (釈奠) au début de la période d'Edo. Fujiwara Seika est mis en contact avec l'érudit coréen Kang Hang (en) par l'intermédiaire d'un daimyo acquis aux idées du confucianisme, Akamatsu Hiromichi (ja). Fujiwara Seika est alors initié aux contenu des rites tels que pratiqués à la même époque en Corée, notamment contenu dans le [Kukcho] oryeŭi ([国朝]五礼儀) et le Kunhak sŏkch’ae ŭimok (郡学釈菜儀目). Le rituel est organisé à Fushimi vers le début de l'ère Keichō (qui débute en 1596), dans une forme réduite, mais que Fujiwara Seika transmet à l'un de ses élèves et biographe, Hayashi Razan. Une question centrale agite alors ceux qui cherchent à faire perdurer ce rite, qui traditionnellement lie lettrés et pouvoir politique : qui du pouvoir impérial ou du pouvoir issu des samurai doit y incarner le pouvoir politique. Matsunaga Sekigo (ja), en cherchant à le relancer au sein de la cour impériale à Kyōto, suit le modèle déjà existant lors des périodes précédentes. Hori Kyōan (ja) (auprès de Tokugawa Yoshinao à Nagoya) et Hayashi Razan (auprès du shōgun à Edo) font le choix d'y intégrer les samurai.

##### Ancrage du rituel proche du pouvoir shogunal avec l'école Hayashi

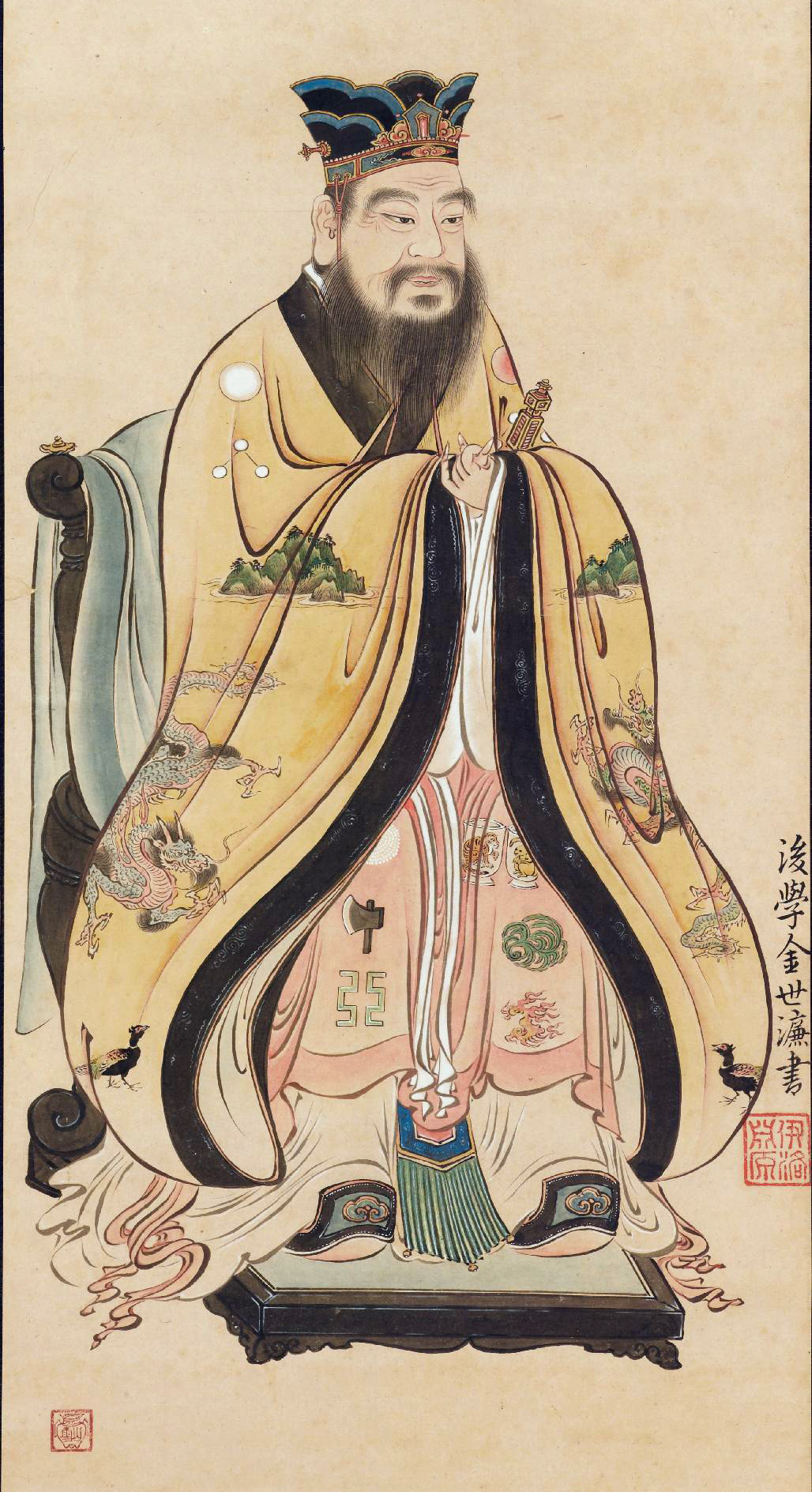
Peinture représentant Confucius, réalisée en 1632 par Kanō Sansetsu. Ce dernier réalise plusieurs peintures confucianistes pour l'école de Hayashi Razan.

Hayashi Razan bénéficie d'appuis politiques haut placés, ouvre son école à Edo en 1632 et y organise un sekiten (釈奠) dès l'année suivante. Le rituel suit la liturgie initiée par Zhu Xi, le Cang zhou jingshe shicai yi (滄洲精舎釈菜儀), permettant d'intégrer concepts néoconfucianistes et d'autres influences plus éclectiques. La forme de ce rituel est reproduite jusqu'aux années 1650, et bénéficie d'une certaine notoriété politique, notamment en 1633 lorsque le shōgun Tokugawa Iemitsu y assiste comme spectateur, puis 1636 et 1643 dans le cadre de la reprise des ambassades entre le Japon et la Corée. Le rite n'est au final réalisé que treize fois lors des années suivantes, et périclite à partir de 1651. Il le fait cependant rapidement évoluer pour y intégrer des aspects présents historiquement au Japon, notamment permettant une ostentation culturelle (comme des compositions de poème et la lecture de textes), mais aussi plus contemporains et issus de la dynastie Ming. À sa mort en 1657 son fils Hayashi Gahō lui succède, et ce rituel devient l'apanage de la famille Hayashi tout en continuant de bénéficier d'appuis politiques. Ce sekisai (釈菜) de l'école des Hayashi devient un modèle pour les écoles confucianistes du Japon, en particulier sa réalisation de 1670 dont l'exécution est consignée par écrit. Le rituel puisse là encore alors autant dans des influences chinoises anciennes (Livre des Tang et Liyue zhi (zh)) que contemporaines (le fait de s'incliner quatre fois apparu lors de la dynastie Ming), que japonaises (Engishiki et Gō shidai), tout en s'inscrivant dans la mouvance néo-confucianiste. Il bénéficie de l'intérêt pour la culture chinoise des élites japonaises, qui y voient souvent plus un rituel exotique curieux qu'un rite religieux.
La popularité des rites organisés par l'école Hayashi suscite d'autres initiatives dans le pays. L'immigré chinois Zhu Zhiyu fuyant la dynastie Qing et s'établissant au Japon en 1659 bénéficie de l'appui du daimyō Tokugawa Mitsukuni, membre d'une des branches cadettes des Tokugawa. Il pose les bases de l'éducation confucianiste au sein du domaine de Mito, et supervise en 1672 et 1673 les répétitions préparatoires d'un sekiten (釈奠) de grande ampleur à Edo au sein de la résidence de Tokugawa Mitsukuni. Il impose une version chinoise très récente datant de la fin de la dynastie Ming, tout en intégrant quelques influences japonaises. Le projet ne va pas jusqu'à son terme, mais impressionne et marque durablement plusieurs confucianistes participant aux répétitions. Le détail du rituel envisagé est publié en 1707 sous le titre Shunsui Shu shi danki (舜水 朱氏談綺) par un de ses élèves, Asaka Tampaku (ja), ce qui lui permet d'influencer plusieurs interprétations ultérieures de ce rite.

##### Appropriation par le shogunat à partir de l'ère Genroku
Sous le règne du 5e shōgun Tokugawa Tsunayoshi, le sekiten (釈奠) bénéficie vis-à-vis du pouvoir politique d'une importance qu'il n'a pas connue depuis la période antique. Si la forme de ce rituel bénéficie d'une amélioration conséquente, cela ne se traduit pour autant pas par une adoption plus poussée des préceptes confucianistes. S'il fait preuve d'un intérêt pour le confucianisme au début de son règne en 1680, cela ne se matérialise pas les années suivantes. La reprise par la cour impériale à Kyōto d'une cérémonie d'intronisation pour le nouvel empereur Higashiyama en 1687 est probablement à l'origine de son intérêt pour le sekiten (釈奠). En s'y associant, Tokugawa Tsunayoshi peut alors lui aussi disposer d'une cérémonie fastueuse, dont la logique politique est indépendante du cadre impérial. Il rend visite au temple de l'école des Hayashi en 1688 à l'occasion d'un cérémonie observée pour marquer la mort de Confucius. Tout en s'imposant l'observance de plusieurs rites préparatoires, il reste dans une posture d'observateur de la cérémonie, mais participe à plusieurs aspects de celle-ci, allant au-delà de ce que ses prédécesseurs politiques ont déjà fait. Tokugawa Tsunayoshi réalise au total seize visites à ce temple entre 1688 et 1705, dont dix fois pour participer à cette cérémonie d'hommage lors de l'anniversaire de la mort de Confucius. L'inauguration d'un nouveau site pour l'école des Hayashi en 1691 est l'occasion d'une fête particulièrement fastueuse, intégrant des éléments provenant de lEngishiki et de sources chinoises plus contemporaines de la dynastie Ming, et incorporant dans son iconographie des penseurs néo-confucianistes mais aussi relevant de courants plus hétéroclites comme Wang Yangming et Hu Juren réalisée par Kanō Masanobu (ja). Le sekiten (釈奠) qui suit cette inauguration bénéficie lui aussi d'un grand faste, et reprend le modèle de l'école Hayashi de 1670 en y incorporant de nouveaux morceaux musicaux de Gagaku. Tout en restant proche de son modèle de 1670, il incorpore des éléments issus de l'Engishiki, et substitue pour les sacrifices trois daurades en lieu et place de la viande séchée,. La lecture de textes à haute voix et la proclamation de poésies, jusque-là considérées comme des offrandes aux esprits, sont organisées après la cérémonie, dans un autre lieu. La formulation de certaines incantations est modifiée et sous-entend que le rituel est organisé pour l'État shogunal, tout en s'inscrivant dans la tradition néoconfucianiste. L'« officialisation » (官教, kankyōka) du patronage du confucianisme par le shogunat sous Tokugawa Tsunayoshi rencontre quelques échos dans le reste du pays, et quelques écoles qui pratiquent des rites confucianistes bénéficient de cet engouement.
Le reste de la période est marqué par l'antagonisme entre le lettré confucianiste Arai Hakuseki, par ailleurs proche conseiller des shōgun Tokugawa Ienobu et Tokugawa Yoshimune, et le patriarche de la famille Hayashi, Hayashi Hōkō. Très érudit et dynamique, Arai Hakuseki reproche à Hayashi Hōkō son manque d'implication et de compétences pour diffuser les préceptes confucianistes au sein de l'État. Arai Hakuseki parvient à imposer sa prééminence sur la question des rites au tournant des années 1710, en prenant comme référentiel la politique suivie par l'empereur Ming Jiajing. Il se base notamment sur le Da Ming jili (chinois : 大明集禮 ; litt. « Grands rituels des Ming ») dont il fait l'acquisition en 1710. Au travers de la participation du shōgun Tokugawa Ienobu au sekiten (釈奠) de l'école des Hayashi, Arai Hakuseki parvient à dicter ses choix liturgiques. Certains portent sur des détails vestimentaires (forme des cols et des chapeaux), d'autres sont beaucoup plus symboliques et cruciaux (le shōgun réalise en personne certains sacrifices, rôle réservé en Chine à l'empereur). D'extraction modeste, Arai Hakuseki reste cependant dépendant du bon vouloir politique, mais aussi de l'institution de la famille Hayashi. Tokugawa Yoshimune, qui devient shōgun en 1716, écarte assez vite Arai Hakuseki, qui perd alors presque totalement son influence.

##### Déclin de la cérémonie tout au long duXVIIIesiècle

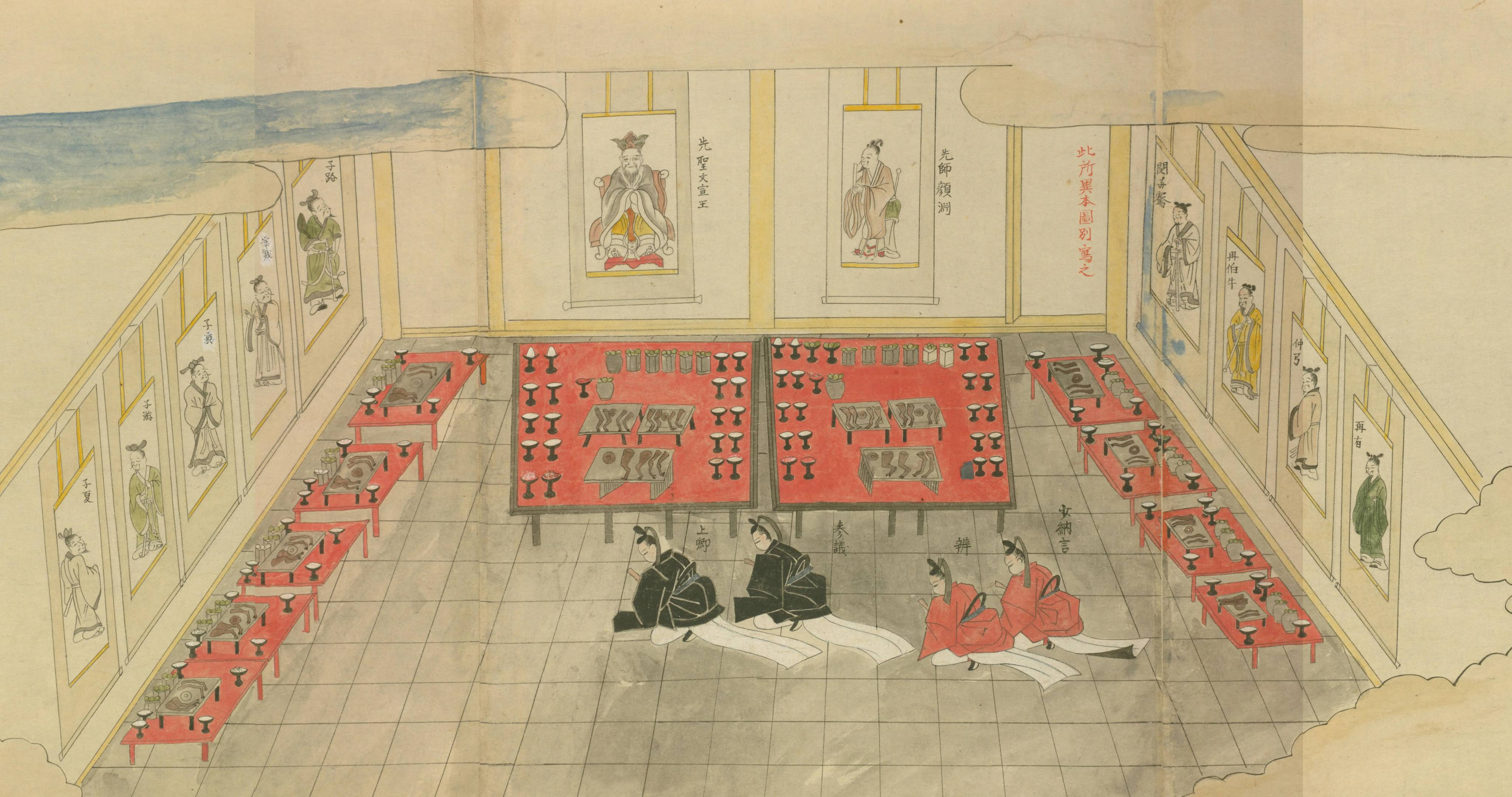
Représentation d'un dans un rouleau illustré de 1788.

L'arrivée au pouvoir du 8e shōgun Tokugawa Yoshimune en 1716 marque le début d'une longue phase de déclin pour le sekiten (釈奠). Ni lui ni son successeur Tokugawa Ieshige qui dirige le shogunat jusqu'en 1761 ne rendent visite au temple de l'école Hayashi. Si Tokugawa Yoshimune affiche son soutien au confucianisme, cela ne passe plus par la tenue de grandes cérémonies, mais par la lecture publique de textes valorisant les vertus confucianistes. La famille Hayashi reprend toute sa place dans de l'organisation du sekiten (釈奠) au sein de son école mais la tenue des rites y est régulièrement annulée, et un appauvrissement général de l'institution est visible du fait de la moindre fréquentation de ces rites. L'école doit même en 1760 solliciter le shogunat pour que ses bâtiments très délabrés puissent être restaurés.
Les grands incendies qui frappent la capitale Edo en 1772 et en 1786 détruisent une partie des installations de l'école Hayashi, et le sekiten (釈奠) doit être considérablement réduit. De nombreux objets nécessaires au rite sont détruits, et les bâtiments reconstruits sont aussi inadaptés à la tenue du sekiten (釈奠). En 1787, la cérémonie se tient dans un relatif anonymat. Aucune musique n'est jouée, et aucune lecture de texte ne vient annoncer la tenue du rite. Pour la première fois, la cérémonie doit même être présidée par une personne extérieure au clan Hayashi.
La composition du rituel fait l'objet de plusieurs nouvelles propositions lors de cette période. Un élève de l'école de Hayashi, Kubo Yasumichi (久保泰亨), produit en 1761 le Teisei gichū (訂正儀注, littéralement « nouvelles notes au sujet de la cérémonie ») qui propose une version du sekiten (釈奠) pouvant s'adapter à différentes configurations de lieux. En 1778 Seki Shūrei (関修齢), qui officie alors au sein de la académie confucianiste de Yushima à Edo, fait un compte rendu du rite tel qu'il se tient alors, le Kokugaku sekiten gichū (国学釈奠儀註, littéralement « notes au sujet du sekiten de l'académie nationale »). Il complète ce compte rendu d'un certain nombre de remarques, mettant en doute l'authenticité et la symbolique de certains aspects du rite, notamment la déclamation de textes et de poésies lors des phases de sacrifices.
Plusieurs écoles de pensée, confucianistes ou non, développent à cette période une critique de la manière dont le sekiten (釈奠) est exécuté. Les Kokugaku, ou « études nativistes », sont globalement hostiles au modèle civilisationnel chinois en général, et prônent un retour aux traditions japonaises. Bien qu'hostiles au substrat chinois du confucianisme, les écoles domaniales dans lesquelles prospère ce courant de pensée sont généralement conciliantes avec la présence de statues dédiées à Confucius, sans toutefois aller jusqu'à l'observance du rite. À Hiroshima, Rai Shunsui (ja) procède en 1790 à une rénovation du sekisai (釈菜) organisé par son école domaniale en se rapprochant dans sa forme des standards néoconfucianistes originels recensés au XVIIe siècle par Nakamura Tekisai (ja). La forme est cependant plus politique, alors qu'il raccroche le message du confucianisme à l'autorité locale du daimyō. Cette approche rencontre un certain écho à Edo au sein de l'académie confucianiste du shogunat, sans parvenir à s'y imposer.

##### Renaissances à partir des crises de la fin duXVIIIesiècle
Le Japon fait face lors de la décennie 1780 à une série de crises d'une rare violence : grande famine Tenmei (en) de 1782-1788, incendies majeurs à Edo et Kyōto, soulèvements de paysans... La cour impériale à Kyōto comme le pouvoir shogunal à Edo vont alors voir dans la relance du culte à Confucius un outils pour raffermir leur légitimité en ces temps troublés.

###### Réactivations dans la cour impériale
Le confucianisme gagne en influence au sein de la cour impériale à Kyōto au XVIIIe siècle via l'essor du suika shintō, courant de pensée syncrétique influencé par les écrits de Yamazaki Ansai, liant doctrine néo-confucianiste et shintō. L'affaire de l'ère Hōreki (ja) de 1758 voit même les autorités shogunales intervenir au sein de la cour pour réprimer les porteurs de ce courant de pensée, notamment Takenouchi Shikibu. Le suika shintō clame la prééminence de la lignée impériale sur le shogunat et reçoit un accueil très favorable par l'impératrice Go-Sakuramachi. Cette dernière initie à ces préceptes plusieurs futurs empereurs. Plusieurs lectures de textes confucianistes auxquelles assistent des empereurs sont attestés dans la seconde moitié du XVIIIe siècle, mais sans que cela se fasse dans le cadre d'un rite. Néanmoins, la déclamation de poésie indique une certaine volonté de retrouver la dimension culturelle qui existait dans des pratiques anciennes. L'empereur Kōkaku va utiliser les rites de manière beaucoup plus politique lors de son règne (de 1779 à 1817), en en faisant un outils pour réaffirmer la prééminence de la lignée impériale, y compris des rites confucianistes. Il assiste à plusieurs sekiten (釈奠) dès les années 1780, et semble avoir joué un rôle actif pendant ces rites. Cette pratique perdure lors du règne de son successeur Ninkō (de 1817 à 1846). Ces sekiten (釈奠) sont cependant organisés en petits comités au sein du palais impérial et n'ont que peu de retombées en dehors de la haute aristocratie. Très probablement connues du shogunat, elles restent tolérées.
À la mort de l'empereur Ninkō en 1846 et pour l'honorer, la noblesse obtient du shogunat la création à Kyōto d'une école destinée à la formation des enfants de l'aristocratie. La Gakushūin est ouverte l'année suivante, et rappelle dans certains aspects la Daigaku-ryō antique. Dès 1848, la question d'y déplacer le sekiten (釈奠) est posée. Le shogunat reste très méfiant, et obtient qu'une seule des deux cérémonies annuelles se tienne à la Gakushūin sans la présence de l'empereur, et que la seconde des deux cérémonies se limite à des lectures de texte au palais, mais sans sacrifice effectué par l'empereur. Si cela semble mettre un terme dès 1852 aux rites confucianistes célébrés au sein du palais, ceux réalisés à la Gakushūin perdurent jusqu'en 1868. Calquée sur les rites consignés dans le Engishiki, la cérémonie gagne en audience et en importance comparée à ce qui était réalisé au sein du palais. Elle échappe cependant à la maitrise de l'empereur et perd ainsi son potentiel comme outil politique. Elle redevient alors un prétexte à l'ostentation culturelle de l'aristocratie.

###### Réactivations dans le gouvernement shogunal

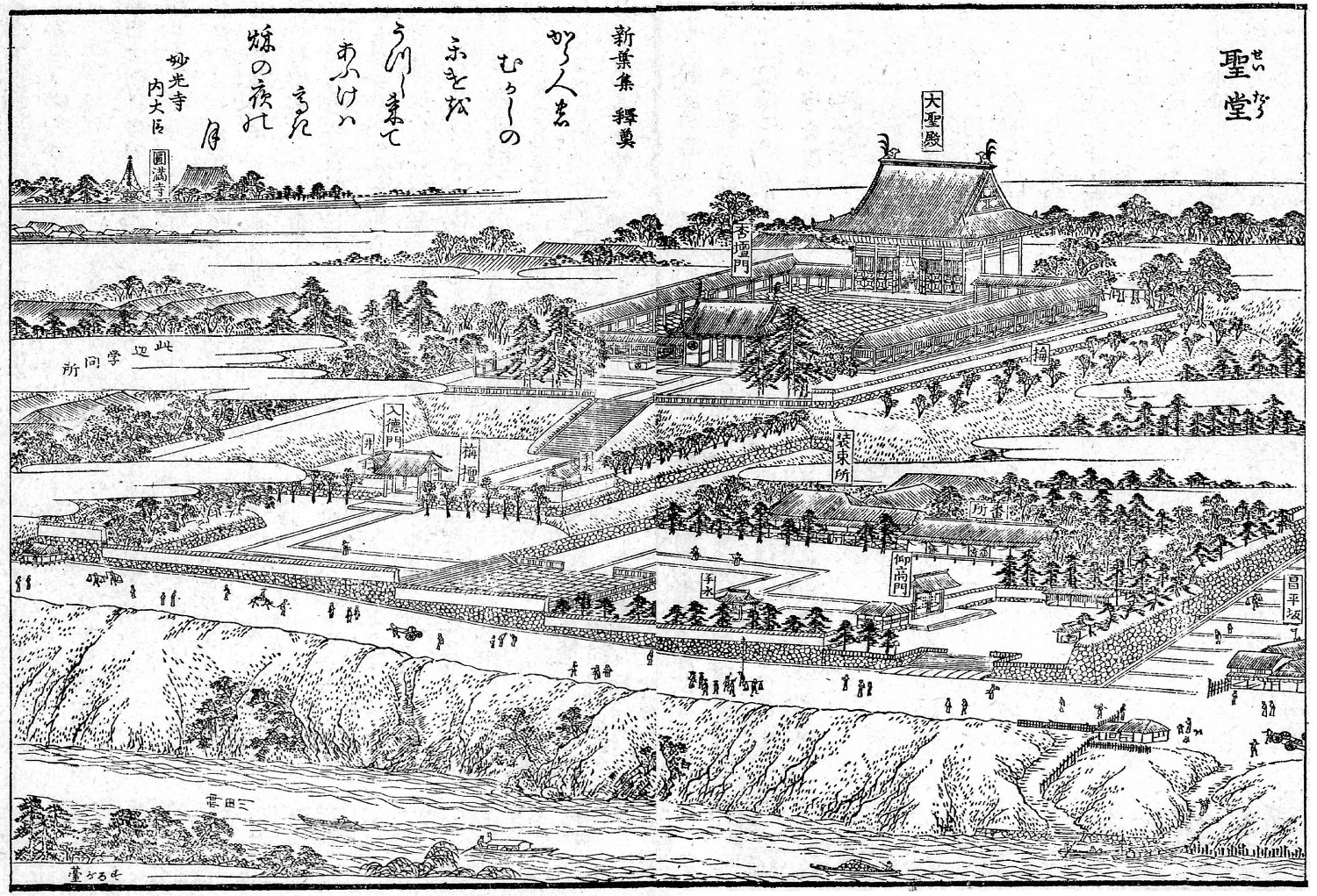
La Yushima Seidō en 1830, alors devenue académie shogunale, après sa rénovation à la fin du XVIII.

La revitalisation des institutions confucianistes par le shogunat est principalement l'œuvre de Matsudaira Sadanobu, proche conseiller des Tokugawa. Son objectif est alors d'améliorer la formation des fonctionnaires qui servent l'État shogunal, mais aussi de raffermir la loyauté des vassaux des Tokugawa en valorisant l'éthique confucianiste. Très influencé par le néoconfucianisme, mais aussi par les écrits plus éclectiques d'Ogyū Sorai, il favorise la carrière de plusieurs confucianistes liées à l'école Kimon (崎門学) (qui regroupe des disciples de Yamazaki Ansai et qui mettent l'accent sur la discipline). Après avoir imposé le néoconfucianisme comme seule doctrine confucianiste officielle en 1790, Matsudaira Sadanobu fait incorporer l'école des Hayashi comme école officielle du shogunat en 1797. L'année précédente, il parvient à obtenir du shōgun Tokugawa Ienari qu'il visite celle-ci, une première depuis la visite de Tokugawa Ienobu en 1710. Toujours en 1796, le sekisai (釈菜) de l'école reprend le nom de sekiten (釈奠) pour marquer le retour d'une officialité retrouvée. La participation à ce sekiten (釈奠) devient l'apanage des daimyō (ils sont tenus de participer à son financement) et de leurs représentants, et le meilleur financement de l'école permet de rendre la cérémonie plus prestigieuse. Ce sekiten (釈奠) reste cependant volontairement très austère dans sa forme pour refléter le message de discipline que Matsudaira Sadanobu cherche à véhiculer. À l'exception des musiques qui sont toujours jouées, aucun n'élément du rite ne peut être utilisé pour satisfaire des envies d'ostentation culturelle des participants.
Une liturgie très proche du Da Tang Kaiyuan li (zh) et du Engishiki est retenue, et formalisée en 1800. Le choix de suivre cette liturgie plutôt que celle plus opulente de l'ère Genroku est justifié symboliquement : le faste de cette époque est accusé d'avoir corrompu moralement les esprits, corruption que la liturgie de l'ère Kansei cherche à effacer. Le rite est par ailleurs adapté au caractère strictement néoconfucianiste de l'école, en limitant des illustres lettrés mentionnés et honorés pendant la cérémonie. Le shōgun Tokugawa Ienari y participe officiellement en 1801 et joue un rôle actif, bien que limité. Bien que ce sekiten (釈奠) retourne dans l'orbite du pouvoir shogunal, il reste un rituel parmi d'autres, qui doit se plier au pouvoir politique plutôt que le contraire. Il n'est pas la marque d'une adhésion du régime shogunal au confucianisme, mais de son utilisation par le shogunat. Il est aussi conçu pour s'adresser aux vassaux les plus subalternes, le message de loyauté leur étant destiné, mais en épargnant les seigneurs les plus puissants.
L'importance de ce sekiten (釈奠) périclite rapidement, tout comme l'importance de l'académie. La présence d'un shogun n'y est plus enregistrée après 1800, seul Tokugawa Ieyoshi rend deux visites informelles à l'académie en 1843 et 1850. Les dirigeants de l'école sont régulièrement absents lors des sekiten (釈奠), et même celui de 1850 censé célébrer le 2400e anniversaire de la naissance de Confucius reste un évènement interne à l'école. L'éthique confucianiste mise en avant par Matsudaira Sadanobu ne résiste par aux départs et aux décès des promoteurs des réformes Kansei dans les années 1800 et 1810. Lors de l'époque Bakumatsu qui marque la fin du shogunat, l'académie est retombée dans l'anonymat, et le rite est vu comme un simple spectacle exotique et suranné.

###### Initiatives des écoles confucianistes

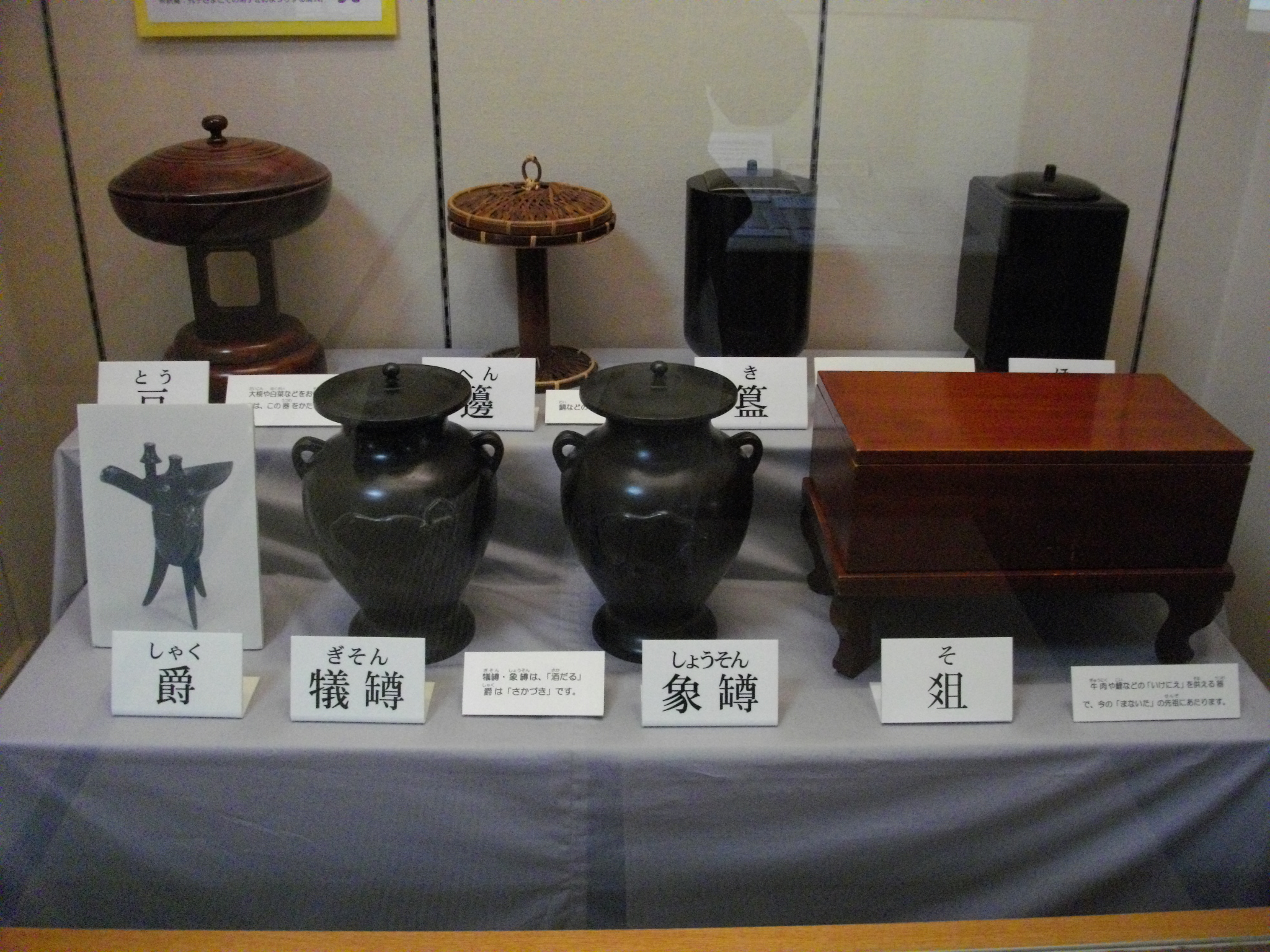
Ustensiles utilisés par lAshikaga gakkō pour ses rites confucianistes lors de l'époque d'Edo.

L'essor des écoles confucianistes à partir de la fin du XVIIIe siècle a pour effet de diffuser dans les provinces les rites dédiés à Confucius. À la fin de l'époque d'Edo, environ 80 % des écoles gérées par des domaines exécutent ce type de rites. Ceux-ci ne sont pas formalisés au niveau national, et une grande diversité d'expression est relevée, tant sur la forme que sur la saisonnalité ou la périodicité. Sur les 197 domaines, seuls 57 disposent  dans leur école domaniale un temple dédié pour la cérémonie, et 27 y exécutent un sekiten (釈奠) complet deux fois par an. L'ensemble de ces formes rituelles voient le jour essentiellement après les réformes Kansei de la fin du XVIIIe siècle. Une minorité de daimyō y prennent part, le plus souvent pour en tirer une forme de légitimation ou pour rappeler à leurs vassaux l'ordre sociopolitique prôné par le confucianisme. À de rares occasions, la participation de simple roturiers est enregistrée, y compris des femmes, principalement dans les écoles rurales. Au sein des écoles privées, la situation est plus contrastée. Les plus importantes d'entre elles n'ont pas de cérémonies officiellement organisées, mais il est probable qu'une forme de rite à Confucius existe. Quelques-unes disposent d'espaces réservés à cet effet, mais sont très peu nombreuses.
L'ostentation culturelle permise par ces sekiten (釈奠) explique en grande partie leur popularité au sein des écoles confucianistes. La déclamation de poésies en chinois est l'occasion pour les élèves de faire étalage de leur maitrise de la langue, et pour les écoles de leur savoir faire. La plupart des écoles gérées par des domaines laissent un large place à la musique, y compris dans celles suivant les préceptes du néoconfucianisme, pourtant plus puritain. Ces sekiten (釈奠) évoluent parfois vers la forme de petits festivals culturels, laissant une place grandissante aux productions artistiques, perdant parfois de vue la justification de l'évènement.
Ces cultes d'écoles évoluent de manière assez hétérogène. Certains vont inclure des lettrés japonais comme Kibi no Makibi et Sugawara no Michizane, souvent dans sa forme déifiée par le shintō pour ce dernier. Dans son domaine de Shirakawa, Matsudaira Sadanobu fait développer un rituel très similaire au sekiten (釈奠) mais de nature plus militaire, dans lequel le fondateur du fief Matsudaira Sadatsuna (ja) est déifié comme daimyōjin. Cette déclinaison militaire du sekiten (釈奠) est loin d'être isolée, et se rencontre dans plusieurs écoles de domaines dans lesquelles la formation militaire est importante. Au Shōtokukan de Tottori, ce sont les dieux shintō de la guerre Takenouchi no Sukune et Takemikazuchi qui sont ainsi honorés aux côtés de Confucius. Certains de ces rituels vont même effacer la figure de Confucius. Dans le domaine de Mito, sous l'influence d'Aizawa Seishisai se développe au sein de la Mitogaku une liturgie s'inspirant du Suika shintō et de la pensée de Yamazaki Ansai. Dans une logique nativiste, elle cherche à affirmer un caractère japonais, ou Kokutai, et supprime les influences chinoises pour leur substituer une alternative japonaise. Si Confucius reste présent, la déesse Amaterasu est présentée comme l'origine de sa morale.

### Période contemporaine

#### Lutte de l'État contre le confucianisme au début de l'ère Meiji

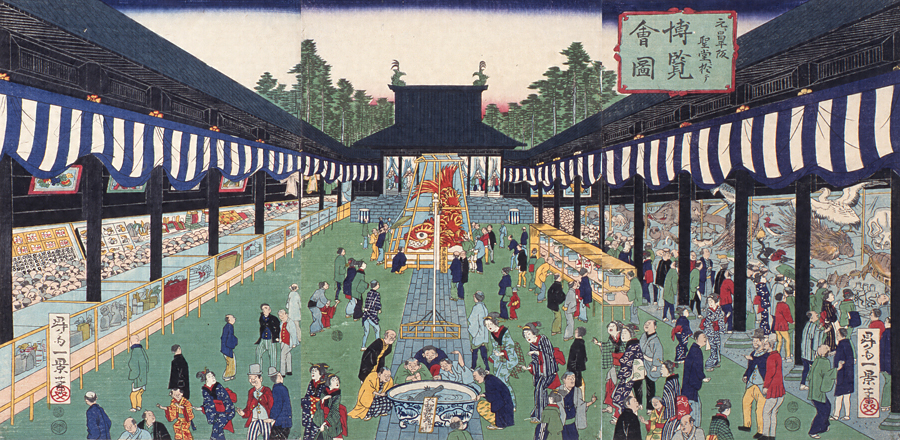
L'ancienne académie confucianiste du régime des Tokugawa est transformée en simple lieu d'exposition par le nouveau régime, ici en 1872.

Lorsque l'État shogunal est renversé en 1868, le confucianisme doit faire face à toute une série de politiques défavorables. Le régime précédant prenait appui sur lui, et les réformateurs du début de l'ère Meiji (bien que souvent eux-mêmes formés par le confucianisme) voient le confucianisme et les institutions qui y sont liées avec beaucoup de suspicion. L'académie confucianiste shogunale, la Yushima Seidō, est fermée en 1871, et son site est transformé en lieu d'exposition. Les écoles domaniales, souvent gérées par des confucianistes, sont confisquées par l'État et servent de base à la création d'écoles normales chargées de former les futurs enseignants du pays. Si les lettrés qui enseignent dans ces structures sont souvent réembauchés, des mesures sont prises pour éviter que ne se remettent en place des réseaux d'intellectuels issus du régime politique précédent. Les institutions confucianistes ont presque totalement disparu à la fin des années 1880.
La politique religieuse du nouveau régime est aussi très défavorable au confucianisme. Les nouveaux responsables politiques comptent prendre appui sur le shintō pour légitimer le nouveau régime. Les différents espaces religieux, liés au bouddhisme comme au confucianisme, sont placés sous l'autorité d'institutions shintō. Toute forme de culte à Confucius est interdite, les espace des temples confucianistes sont sécularisés et de nombreuses statues dispersées. Les institutions confucianistes ont presque totalement disparu à la fin des années 1880. Cette politique anti-confucianiste est en particulier soutenue par des personnalités issues ou influencées par le mouvement Kokugaku, et en particulier par l'école de Mito. Si le bouddhisme parvient à récupérer nombre de ses temples dès le milieu des années 1870, le confucianisme est  définitivement privé de ses écoles (nationalisées par l'État) et perd tout ancrage territorial du fait de ces politiques religieuses.
Le confucianisme voit aussi son influence menacée au sein du monde académique par les réformes éducatives. Il était à la fin de l'époque précédente au sommet d'un système au sein duquel étaient diffusé les savoirs. Les réformes éducatives ont rendu autonomes les différentes branches du savoir, et ont coupé les liens existants avec le confucianisme. Celui-ci perd son rôle, et doit se réinventer. Son influence est aussi menacée au début de la période par le recours à de nombreux spécialistes étrangers invités dans le pays par le nouveau gouvernement, qui formulent les différentes branches des sciences occidentales sans avoir recours aux concepts ou à la terminologie confucianiste. La légitimité des académies confucianistes comme centre de savoir s'érode rapidement au début de la période, et elles périclitent en quelques années. Leur influence dans le milieu intellectuel est rapidement réduite à néant.

#### Renaissance sous la forme d'une philosophie à la fin duXIXesiècleet attrait des conservateurs
C'est sous la forme d'une philosophie que le confucianisme commence à se reconstruire au début de l'ère Meiji. La pensée politique occidentale dont s'inspirent les réformateurs de l'époque attribue au christianisme un rôle central pour diffuser au sein de la population des normes d'éthique. Le contexte japonais ne permet pas de prendre appui sur ce corpus religieux chrétien. Motoda Nagazane (en) propose dès les années 1870 de mettre en avant la morale confucianiste au sein du nouveau régime mais, malgré son rôle de tuteur du nouvel empereur Meiji, n'a que peu de résultats. Inoue Tetsujirō produit dans les années 1890 plusieurs textes qui proposent de substituer au christianisme le confucianisme comme socle éthique. Ceci nécessite cependant de lui faire perdre sa dimension religieuse, tout en l'articulant comme une philosophie au sens occidental du terme. Ce faisant, il permet aussi sa réintroduction dans un cadre académique, comme un objet d'étude. Au moment où au Japon apparait l'idée d'un « excès d'occidentalisation » et qu'un retour vers un système politique plus authentiquement japonais s'engage, ce confucianisme réarticulé en philosophie politique trouve un échos favorable. Contrairement au christianisme qui porte en lui un aspect religieux, ce confucianisme passe pour être plus rationnel, et donc plus à même d’absorber la modernité. Cette approche influence aussi des penseurs chinois comme Liang Qichao. Cette réarticulation en philosophie n'est pas propre au confucianisme japonais, le bouddhisme japonais voit des personnalités comme Inoue Enryō tenter de faire de même avec cette dernière religion à la même époque.

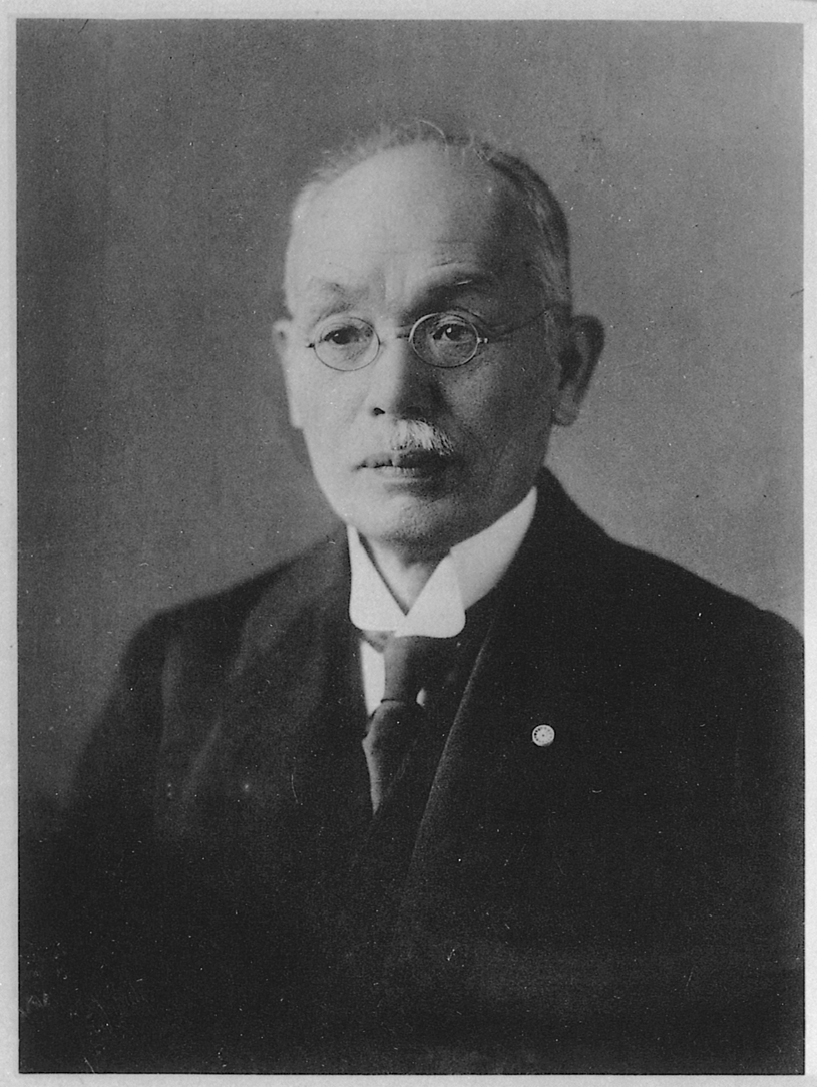
Inoue Tetsujirō joue un rôle central dans la transformation de la pensée confucianiste et son acceptation par les milieux conservateurs dès la fin des années 1890.

Les milieux conservateurs offrent un accueil favorable à ce repositionnement philosophique opéré par Inoue Tetsujirō, ce qui permet au confucianisme de trouver une nouvelle audience au travers de nombreux commentaires de presse. Fermement ancré dans la tradition japonaise et articulé en tant que référence morale, son origine chinoise ne joue pas contre lui lors de la première guerre sino-japonaise en 1894. Quelques sociétés savantes spécialisées dans le confucianisme voient même le jour dans les années 1880 et 1890, mais leur audience reste très limitée. Elles servent cependant de base à la création de la Shibunkai (ja) par Shibusawa Eiichi en 1918. La Première Guerre mondiale porte alors préjudice au prestige de l'Europe en Asie, et le confucianisme connait un nouveau regain d'intérêt en se posant comme alternative crédible à la modernité occidentale. Son modèle éthique est reformulé par Hattori Unokichi (ja) pour proposer une alternative au socialisme. En prenant appui sur le concept confucianiste de voie royale (zh), il cherche ainsi à éviter une résolution conflictuelle des questions liées au travail. Pour ses promoteurs de la Shibunkai (ja), le confucianisme arrive alors à se positionner en double opposition au capitalisme et au socialisme. Il se positionne aussi par ailleurs comme particulièrement compatible avec la démocratie du fait de ses velléités égalitaires. De ce fait, il s'attire au début des années 1920 les critiques des milieux les plus nationalistes,.
Plusieurs tentatives de reprise du sekiten (釈奠) sont entreprises, mais échouent jusqu'à la création de l'association Kōshi Saiten Kai (孔子祭典会) en janvier 1907. Soutenu par des personnalités influentes comme Kanō Jigorō, Inoue Enryō, Inoue Tetsujirō, Katō Hiroyuki, ou encore Tani Tateki, ils parviennent à obtenir l'organisation d'un nouveau sekiten (釈奠) sur le site de la Yushima Seidō le 28 avril 1907. Son organisation devient régulière les années suivantes, et il est programmé tous les quatrièmes dimanches d'avril. Très influencés par les Mitogaku, les discours qui y sont prononcés s'inscrivent dans une vision du confucianisme qui vient en soutien du régime impérial, et très influencé par les milieux conservateurs. Cette dynamique touche d'autres régions. Dans seize autres villes en dehors de la capitale sont ainsi organisées en 1922 des cérémonies à l'occasion de 2 400e anniversaire de la mort de Confucius. La cérémonie bénéficie d'une reconnaissance de plus en plus importante de la part de l'État. Lorsque la Yushima Seidō est détruite lors du tremblement de terre de 1923, un don de l'empereur permet de remplacer certaines décorations détruites. Lors du sekiten (釈奠) d'avril 1926, la cérémonie est organisée est présence de trois princes impériaux, du premier ministre, du ministre de l'Éducation et du ministre de la Maison impériale.

#### Soutiens aux dérives militaristes de l'État à partir des années 1930

##### Alignements idéologiques
En se rapprochant des sphères du pouvoir, et en s'intégrant dans les rites de représentation de l'État, le confucianisme devient plus exposé aux évolutions politiques à la tête du pays. Il devient l'un des corpus idéologique sur lequel prend appui le pouvoir militaire pour légitimer ses actions à partir des années 1930. Il permet de véhiculer un message prônant la loyauté et l'obéissance aux habitants des colonies vis-à-vis du pouvoir japonais, et d'inscrire le projet colonial japonais dans une optique panasiatique. Les membres du Shibunkai (ja) vont soutenir à partir de 1937 les évolutions les plus belliqueuses et nationalistes du pouvoir. Dans son journal, Inoue Tetsujirō, Iijima Tadao (ja), et Shionoya On (ja) vont publier des articles cautionnant ouvertement la guerre contre la Chine.
L'idée d'une voie impériale (皇道, Kōdō) commence à être formulée dès le début des années 1930, et plus largement d'un confucianisme de la voie impériale (皇道儒学, Kōdō jugaku). En prenant appui sur les notions de mandat céleste, de voie royale (zh), et de rectification des noms (en), cette voie impériale (皇道, Kōdō) affirme que du fait de son origine divine (affirmée dans la mythologie shintō), le pouvoir impérial japonais incarne les plus hautes valeurs du confucianisme, et est donc légitime à « guider » le reste de l'Asie. Si l'idée trouve son origine chez des auteurs de l'époque d'Edo comme Hayashi Razan, ce sont des auteurs issus de la Shibunkai (ja) qui vont reprendre et progressivement adapter le concept aux enjeux japonais des années 1930. Masahiro Yasuoka évoque le sujet dans des écrits dès 1932, suivi par Shionoya On (ja) et Inoue Tetsujirō. C'est cependant 
Takada Shinji (ja) qui va à partir de 1936 réellement développer cette idée, et participer à la diffusion au sein des instances coloniales japonaises.
Une forme d'institutionnalisation a lieu avec la création de la société japonaise de promotion du confucianisme (日本儒教宣揚会, Nippon jukyō senyō kai) 1934. Le Premier ministre et plusieurs membres du gouvernement sont présents lors de la cérémonie inaugurale, de même que nombre de parlementaires. Cette société vise à promouvoir au sein de l'empire et de ses colonies une vision du confucianisme correspondant aux intérêts de l'État.

##### Relais de la politique colonialiste et panasiatique de l'Empire du Japon

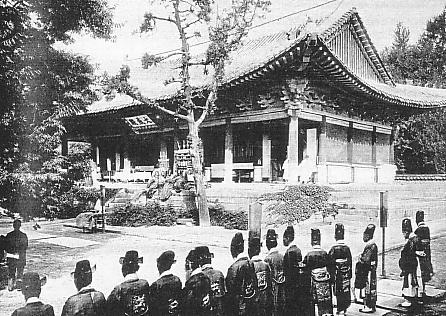
Cérémonie confucianiste au de Séoul au début des années 1930.

Dès le début de la colonisation de la Corée par le Japon en 1910, le confucianisme est utilisé pour soutenir la politique nippone dans la péninsule. La grande cérémonie confucianiste coréenne, le Seokjeon Daeje (en) est maintenue, mais est déplacée dès 1911 du Sungkyunkwan utilisé lors de la période Joseon vers le Keigakuin (ja), nouveau temple à Confucius érigé par le pouvoir japonais. Il bénéficie par ailleurs d'une dotation de la Maison impériale, et la cérémonie devient avant tout l'expression du pouvoir japonais localement. La cérémonie est réalisée selon les pratiques japonaises, et dans un premier temps les images de lettrés confucianistes coréens sont même retirées du temple (avant d'être rétablies dès 1922). La relative influence du confucianisme dans le pays (329 temples en 1928 comptant quelques 227 000 fidèles) permet à ce confucianisme sous domination japonaise de bénéficier d'une certaine audience (le Seokjeon Daeje (en) de 1937 à Séoul est suivi par quelques 5 300 personnes). De plus les Japonais prennent appui sur le réseau de Seowon, académies confucianistes coréennes, qui servent de centres éducatifs dans les régions les plus reculées. Ils y diffusent pas ce biais leurs vision du confucianisme et parviennent à toucher les élites locales. C'est paradoxalement du confucianisme que va venir une partie de l'opposition au Japon en Corée. La politique d'uniformisation culturelle décidée en 1939 par l'occupant impose aux Coréens de transformer leur patronyme coréen en patronyme japonais. Ceci entre alors en conflit avec le précepte de piété filiale incarnée par le respect du patronyme.
Le confucianisme est aussi utilisé par le Japon dans les territoires chinois conquis ou sous influence. Dès la conquête de la Mandchourie en 1931, le régime fantoche du Manchoukouo prend appui sur le confucianisme, notamment sur le précepte de la voie royale (zh) privilégié par le Japon. Les cérémonies confucianistes sont traités comme des jours fériés, et en 1939 88 temples confucianistes sont restaurés pour favoriser la rediffusion du confucianisme en Mandchourie. Des politiques similaires sont mises en œuvre lorsque le Japon envahit la Chine en 1937 et y installe des régimes fantoches. En cherchant ainsi à se présenter comme les continuateurs de la tradition confucianiste, les Japonais cherchent ainsi à se présenter comme les dépositaires des intérêts de l'Asie, mais aussi de son héritage culturel. Les communistes chinois comme les républicains chinois rejettent alors le confucianisme, et incarnent des idées venant d'Occident, contrairement au Pan-asianisme japonais.
Cette instrumentalisation du confucianisme au profit de la politique coloniale japonaise culmine lors du grand congrès confucianiste (儒道 大会) d'avril 1935. Lors d'un grand sekiten (釈奠) censé durer dix jours sont conviés des descendants de Confucius, l'empereur Puyi pour représenter le régime fantoche du Mandchoukouo, des dignitaires confucianistes coréens, mais aussi des universitaires étrangers comme Bruno Petzold (en), Jaroslav Průšek (en) ou Giulio de la Morandel pour la Maison franco-japonaise. Le cadre est volontairement somptueux et prestigieux pour servir la communication de l'État, et faire de Tokyo le haut lieu du confucianisme. La cérémonie est conçue pour véhiculer la vision nationaliste qui prévaut alors. Coté japonais, de nombreux ministres sont présents, ainsi que quelques princes impériaux, mais, pour signifier la subordination du confucianisme à la lignée impériale, l'empereur n'est pas présent, la cérémonie n'est officiellement pas mandée par la famille impériale mais par l'État, et c'est un descendant du clan déchu des Tokugawa qui dirige la liturgie.

#### L'après-guerre
Le confucianisme sort du conflit avec une réputation très écornées par ses accointances avec le régime militariste. Le sujet devient un casi-tabou au sein des élites japonaises. Sa place dans le système éducatif est presque totalement effacé, d'un point de vue institutionnel (le rescrit impérial sur l'éducation est abrogé) comme pédagogique (la morale confucianiste ou des références aux classiques sont absent du programme). Il reste cependant toujours présent dans cercles académiques, et c'est depuis ces élites intellectuels que son influence va perdurer, bien que de manière très limitée. Le politologue libéral Masao Maruyama va dès l'après-guerre publier plusieurs livres pointant le rôle central du confucianisme dans les processus de modernisation du pays (dont Essais sur l'histoire de la pensée politique au Japon en 1952). Si ses premiers textes publiés avant guerre cites expressément le confucianisme, dans les recueils publiés après guerre le terme ainsi que les concepts qui s'y rattachent explicitement sont presque totalement effacés. La position de Masao Maruyama reste cependant très minoritaire au sein du monde académique japonais, alors très influencé par le marxisme. Selon l'approche très téléologique du marxisme qui prévôt alors, le confucianisme est contre-révolutionnaire, par sa nature traditionnelle et prémoderne, et ainsi assimilable au fascisme. Chez les universitaires conservateurs, Sōkichi Tsuda est une des rare figure qui tente de réhabiliter le confucianisme dans l'immédiate après-guerre. D'autres figures du monde académique spécialisées dans le confucianisme vont émerger dans la seconde moitié du XXe siècle, mais vont se limiter à une approche académique (Abe Yoshio, Watanabe Hiroshi, Ogyū Shigenori, Hiraishi Naoaki (ja)...), sans chercher à en tirer de message politique pour le pays et en évitant toute référence explicite au confucianisme, au profit d'expressions plus englobantes comme « histoire intellectuelle ». Au début du XXIe siècle émerge des universitaires moins récitant à vulgariser leurs travaux au près d'un très grand public, comme Yonaha Jun (ja) ou Kojima Tsuyoshi (ja) qui interviennent dans différents média.

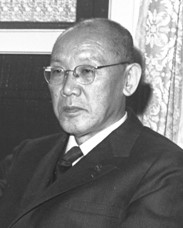
Masahiro Yasuoka est très influent auprès des conservateurs du PLD pour y diffuser ses idées issus du Yangmingisme, courant issus du néoconfucianisme.

Le milieu politique, en particulier les conservateurs du Parti libéral-démocrate (PLD), exclu aussi toute référence à cette écoles de pensée après-guerre, le confucianisme étant trop associé au régime militariste. Si les références explicites sont exclues, son influence reste marquée. L'intellectuel Masahiro Yasuoka est très influent auprès des responsables du parti, y compris auprès des premiers ministres issus de ses rangs, de Yoshida Shigeru dans les années 1950 jusqu'à Nakasone Yasuhiro au début des années 1980. Le confucianisme prôné par Masahiro Yasuoka, influencé par le néoconfucianisme de Wang Yangming, met l'accent sur l'amélioration individuel par l'action (en). Lui de se limiter aux seuls politiques, Masahiro Yasuoka est aussi influent d'hommes de lettre comme Mishima Yukio. Ce dernier est influencé par le confucianisme prôné par Masahiro Yasuoka lorsqu'il réalise en 1970 sa tentative de coup d'état qui se termine en suicide. Ce tabou politique perdure jusqu'à la fin du XXe siècle. Le premier ministre Nakasone qui dirige le pays de 1982 à 1987, bien que lui aussi influencé par Masahiro Yasuoka, n'utilise aucune référence au confucianisme pendant toute sa carrière. Quelques références fugaces sont à peine présentes dans ses mémoires publiées en 1999.
Une dynamique patrimoniale perdure, mais reste très marginale. Un sekiten (釈奠) est célébré dès 1949 au Yushima Seidō pour marquer le 2 500 e anniversaire de la naissance de Confucius, et la Shibunkai (ja) après une épuration de certains de ses membres récupère le gestion de la Yushima Seidō et y dispense des formations en lien avec le confucianisme. Son audience reste cependant très limitée, et en raison de son histoire les universitaires restent pour l'essentiel à l'écart de cette institution. La pratique du confucianisme est au début du XXIe siècle très lié à des communautés étrangères (notamment chinoise) ou à des spécificités historiques locales (le confucianisme à Okinawa).

## Dogmes et pratiques

### Rites et rituels

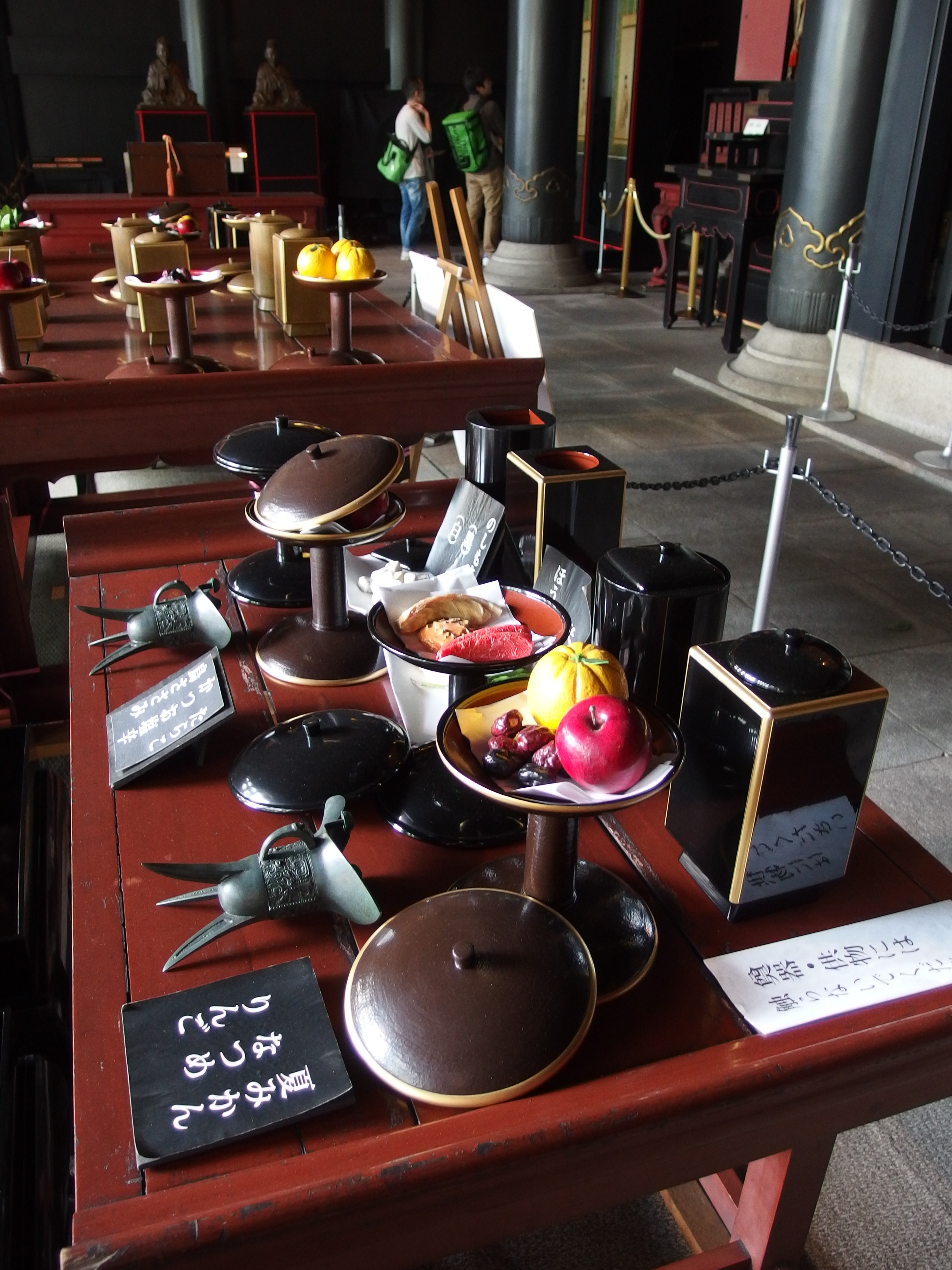
Exposition d'ustensiles utilisés pour les rites au Yushima Seidō.

Plusieurs types de rites sont liés au confucianisme au Japon. Le sekiten (釈奠), la plus grande cérémonie est célébrée à deux reprises tous les ans, au printemps et à l'automne à des dates qui peuvent varier. Le plus ancien remonte à 701.
Des rituels moins importants peuvent être célébrés pour marquer l'anniversaire de Confucius (en), ou une occasion liée à l'école qui l'organise dans le cas des sekisai (釈菜). Une source d'inspiration pour ces dernières cérémonie est le sekisai (釈菜) réalisé en 1670 dans l'école des Hayashi, et dont les détails ont été consigné à l'écrit. Il s'inspirait à la fois des traditions japonaises et chinoises pour ce type de cérémonie.
Au début du XXIe siècle, une dizaine de sites au Japon organisent des cérémonies dédiées à Confucius, souvent à titre patrimonial. La plupart de ces sites sont d'anciennes écoles, comme le Yushima Seidō à Tōkyō, et en particulier d'anciennes écoles domaniales (comme le Nisshinkan (en) dans la préfecture de Fukushima, la Taku seibyō dans la préfecture de Saga, ou encore à l'École Shizutani dans la préfecture d'Okayama). D'autres sites sont eux des temples confucianistes liés à la communauté chinoise (comme le Kōshi-byō à Nagasaki) ou liés à l'histoire d'Okinawa (comme le Shiseibyō à Naha).

### Rapports aux autres courants de pensées

#### Avec le bouddhisme
Si le confucianisme prospère au Moyen Âge dans les milieux bouddhistes, il devient plus critique vis-à-vis de cette religion lors de l'époque d'Edo. Il repousse en particulier le concept d'outre-monde, et de salut dans cet au-delà ; sa doctrine proclame que l'homme peut s'améliorer de son vivant pour devenir un seijin (聖人, litt « personne sage »). Là où le bouddhisme prêche un non-attachement au monde tangible, le confucianisme pousse au contraire à chercher à améliorer les conditions de vie pour tous. Au-delà de ces différents doctrinaire, les rapports entre les deux courant de pensée restent bon, et la plupart des terakoya (ou « écoles de temple ») située dans les sanctuaires bouddhistes sont en réalité oppérées par des lettrés confucianistes.

#### Avec le christianisme
La critique du christianisme par le confucianisme japonais est très nette lors de l'époque d'Edo, en particulier après la Rébellion de Shimabara de 1637-1638. Plusieurs confucianistes de l'époque produisent des textes pour rebuter les doctrines chrétiennes, en particulier sur la question de la vie après la mort. Dans son livre Irinshō (彝倫抄, litt « Éthique ») publié dans les années 1640, Matsunaga Sekigo (ja) voit dans le christianisme une pensée qui peut menacer l'intégrité du peuple japonais. Cette idée est reprise sensiblement à la même époque par Kumazawa Banzan, qui préconise en outre de développer les défenses militaires du pays contre les puissances étrangères qui véhiculent cette foie.
A la fin de l'époque d'Edo et lors de l'ère Meiji, le confucianisme ne va plus être opposé au christianisme, mais va être utilisé pour s'y substituer lors des textes de penseurs occidentaux sont traduits ou servent d'inspiration. C'est dans le lexique confucianiste et non le lexique chrétien que les traducteurs comme Nishi Amane et Mamichi Tsuda vont articuler les idées de penseurs libéraux occidentaux. Le phénomène est observable lorsque des penseurs libéraux comme Jeremy Bentham ou John Stuart Mill sont traduits dans le troisième quart du XIXe siècle. Certains des traducteurs de cette époque comme Nakamura Masanao vont même dans certains de leurs textes chercher à proposer une synthèse de ces deux modèles moraux. Un penseur japonais comme Inoue Tetsujirō va lui aussi proposer dans des textes des années 1890 de substituer au christianisme le confucianisme comme socle éthique dans des essais d'inspiration conservatrice. Le christianisme va aussi servir d'intermédiaire entre confucianisme et socialisme dans les années 1890. A l'image de Katayama Sen, de nombreux étudiants de sa génération issus des écoles confucianistes vont découvrir le socialisme en se rapprochant de mouvements chrétiens.

#### Avec le shintō
Les rapports avec le shintō sont plutôt bons lors de l'époque d'Edo. Les deux doctrines repoussent l'idée d'un outre-monde, et placent dans le monde tangible leurs spiritualités. Une lecture du shintō en des termes issus du néoconfucianisme est proposé dès le début de la période par Fujiwara Seika, le Juka Shintō, ou Shintō confucianiste. Issus de ce courant de pensée, Tokugawa Yoshinao (fils du fondateur de la dynastie Tokugawa Ieyasu) postule ainsi l'existence de liens entre les trois objets légendaires impériaux et les trois augustes chinois. Ces contacts entre confucianisme et shintō vont jusqu'à des formes de syncrétisme entre les deux courants de pensée, le confucianisme apportant les grilles de lecture morales et la cosmogonie et le shintō ses divinités. Yamazaki Ansai (1619-1682) met en forme un Suika shintō qui fait une synthèse de ces deux écoles de pensée en « indigénisant » la morale confucianiste, courant qui préfigure le Shintoïsme d'État de l'ère Meiji. Vers la fin de l'époque d'Edo, un courant de pensée shintō devient beaucoup plus antagoniste avec le confucianisme. Le courant nativiste cherche à expurger les influences du confucianisme sur le shintō, au nom de la lutte contre les influences étrangère sur l'« esprit japonais », ou Kokutai. Cette tendance s'enracine en particulier au sein du domaine de Mito et de ses Mitogaku, et est alors porté par Aizawa Seishisai (1782-1863).
Le confucianisme subit durement l'instauration d'un Shintoïsme d'État par le nouveau régime au début de l'ère Meiji. Les temples confucianistes sont placés sous l'autorité d'institutions shintō et le culte à Confucius momentanément interdit. Si le bouddhisme est attaqué avec la même virulence, ce dernier résiste mieux à la période.

#### Avec le capitalisme
Une articulation entre confucianisme et capitalisme commence à s'opérer dès le début de l'ère Meiji sous la plume de Shibusawa Eiichi, premier créateur d'une société par action au Japon, et premier directeur de la Banque du Japon. Bien que très influent dans le développement du capitalisme dans le pays, il reste critique de ce mode de fonctionnement à qui il reproche d'accentuer l'individualisme. Il critique aussi la sacralisation de la propriété privée qu'il voit comme potentiellement responsable d'excès de violence au sein de la société. De formation confucianiste, Shibusawa Eiichi va produire plusieurs textes des années 1910 aux années 1930 s'inspirant de ce courant de pensé pour palier aux limites qu'il perçoit dans le capitalisme, notamment en puisant dans l'exemple de Matsudaira Sadanobu.
Une critique plus frontale du capitalisme par les milieux confucianistes apparait dans les années 1930 au moment où le pays bascule dans le militarisme. Le message anticapitaliste du confucianisme de la voie impériale (皇道儒学, Kōdō jugaku) est cependant assez opportuniste, et s'adapte à son milieu. Si la critique du capitalisme peut être virulente au Japon, elle tend à disparaitre du message de ce confucianisme dans la colonies japonaises, là où militaires et industriels japonais travaillent en étroite colaboration.
Dans le Japon de l'après-guerre, la réussite économique est souvent liée à certaines pratiques de gestion des ressources humaines comme celle de Senpai et de kōhai. L'origine confucianiste de ce fonctionnement est alors souvent mise en avant.

## Influences sociales

### Dynamiques sociales
Le confucianisme agit au sein de la cellule familiale pour réguler les rapports entre les différents membres. Cette influence connait un pic au moment de l'époque d'Edo, et la morale confucianiste est alors véhiculée par une littérature et une production artistique importante. Les Cinq Principes du confucianisme sont inculquées dès l'enfance (loyauté envers les supérieurs, piété filiale, fidélité entre époux, respects des cadets envers les ainées, règles d'amitié), de même que les cinq vertus vertus cardinales. Ce modèle patriarcal devient la norme dès le XVIIe siècle.
La structuration de la société japonais est longtemps dominée par plusieurs logiques confucianistes, notamment à partir de l'époque d'Edo. A partir du modèle de la cellule familiale, cet ordre hiérarchique et patriarcal va s'imposer et servir de modèle pour le reste de la société, notamment à partir de la classe des guerriers. A cette dynamique se rajoute une structuration en plusieurs classes issues du confucianisme, le shinōkōshō (士農工商) (shi (士) pour les guerriers, nō (農) pour les paysans, kō (工) pour les artisans et shō (商) pour les commerçants). Cette structuration reste symbolique, et la relative faiblesse du pouvoir politique fait qu'elle n'est alors jamais figée. Elle est aboli à la fin de la période, et l'influence de cette partition de la société en classes reste résiduelle. Certaines valeurs du confucianisme restent cependant toujours mises en avant pour expliquer le fonction de la société japonaises
La relation de Senpai et kōhai trouve aussi son origine dans le confucianisme, et en particulier autour des valeurs de hiérarchie, de respect des ainés, et de bienveillance envers les plus jeunes. Si ce type de relations se retrouve dans les arts martiaux, c'est surtout dans le Japon de l'après-guerre et sa réussite économique que ce type de relation va trouver une nouvelle forme de vigueur. Les entreprises vont trouver dans ce type de relation un moyen efficace d'intégrer et de former les employés les plus jeunes, et vont œuvrer pour faciliter son essor. Le système scolaire japonais moderne  va aussi institutionaliser de manière plus ou moins informelle ce type de fonctionnement, les élèves les plus jeunes étant souvent accompagnés ou confiés à des plus anciens, notamment au travers des activités sportives et parascolaires.

### Condition féminine

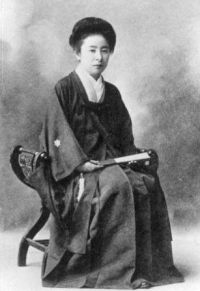
L'éducatrice Utako Shimoda joue un rôle centrale dans l'articulation du confucianisme et de la condition des femmes au japon dès la fin des années 1890. Elle fonde l'Université pour femmes Jissen en 1899, une des institution où elle diffuse ses idées.

Lors de l'époque d'Edo, le confucianisme joue un rôle ambivalent dans la condition féminine. Il incarne une certaine rupture avec le mode de pensée bouddhiste alors dominant qui relie la femme à l'idée de souillure ; le Sūtra du Lotus très populaire à l'époque affirme que la femme ne peut atteindre le Nirvana qu'en se réincarnant au préalable en homme. Le néoconfucianisme postule au contraire au travers de sa cosmogonie une différence fondamentale et une complémentarité entre masculin et féminin. Cette différenciation pousse le confucianisme à prôner au sein de la société de l'époque d'Edo une même différenciation entre les rôles confiés aux hommes et aux femmes, ce qui aboutit à une exclusion des femmes des principaux lieux de pouvoir, qu'il soit politique, économique, ou social. Dans le même temps, le confucianisme met en avant l'importance de l'éducation pour tous les humains, y compris pour les femmes. Tout une littérature se développe aussi, qui entend éduquer les femmes sur les questions morales. La Grande étude des femmes (en) publié Kaibara Ekken en 1716 est l'ouvrage de référence pour l'éducation confucianiste des femmes lors de la période. Si cette éducation reste très genrée, le confucianisme permet une plus grande alphabétisation des femmes à cette époque. En sécurisant cet accès à l'éducation, le confucianisme favorise lors de cette époque l'apparition de conditions nécessaire à l'émergence de débats sur la condition des femmes à partir de la fin de la période.
Lors de la période suivante, le ton très conservateurs du confucianisme va progressivement s'imposer, incarné par le slogan « Bonne épouse, sage mère ». Des confucianistes comme Masahiro Yasuoka vont par exemple s'opposer au droit de vote des femmes dans les années 1920. Alors que le mouvement féministe japonais naissant remet en cause le cadre social établi en parti par la tradition confucianiste, la militante du droit des femmes et éducatrice Utako Shimoda propose un lecture alternative des apports du confucianisme aux femmes japonaises. Elle publie La femme japonaise (日本の女性, Nihon no josei) en 1913 pour développer ces idées. Bien qu'elle-même élevée dans cette tradition et concédant l'existence d'effets oppressifs du confucianisme et du bouddhisme pour les femmes japonaises, elle pointe dans le même temps des apports qu'elle juge positifs (une dizaine de vertus dont le force de caractère, la stature intellectuelle...). Elle prend par ailleurs la tête de 1920 à 1927 de l'association philanthropique Dai Nippon fujinkai (en) (association patriotique féminine) au travers de laquelle elle diffuse l'idée d'une « moralité nationale » en ligne avec les idées d'Inoue Tetsujirō.

### Éducation
La première école fondée au Japon dans le but de former les cadres de l'administration est la Daigaku-ryō en 701. L'établissement prend pour inspiration l'académie confucianiste chinoise, la Guozijian, et l'état fonde plusieurs académies secondaires dans d'autres provinces et dans le Dazaifu à Kyūshū. La Daigaku-ryō bénéficie du soutien du clan Fujiwara qui domine alors la vie politique du pays, et deux lettrés confucianistes d'origine paekche y enseignent (Kudara no Konikishi Rōgu (ja) et Tori no Yasutsugu (ja)). Lorsque la capitale est déménagée à Heijō-kyō en 710, un site est attribué à la Daigaku-ryō ainsi qu'à un temple confucianiste. L'influence du confucianisme va cependant progressivement reculer au sein de l'enseignement face à l'influence du bouddhisme, mais aussi en raison du cadre aristocratique assez rigide qui s'accorde mal avec la prétention méritocratique du confucianisme. Des écoles réservées à l'aristocratie vont voir le jour et concurrencer la Daigaku-ryō, les plus connues étant la Kangakuin (ja) (patronnée par le clan Fujiwara) et la San'intei (ja) (patronnée par le clan Sugawara). La Daigaku-ryō perd en influence jusqu'à la fin de l'époque de Heian en 1185, et avec elle une partie de l'influence du confucianisme et de ses préceptes. Contrairement à la situation en Chine et en Corée pendant les périodes pré-modernes, les confucianistes japonais n'ont jamais réussi à durablement ancrer une pratique similaire à celle des examens impériaux au Japon. Le modèle économique sur lequel a prospéré les lettrés chinois et coréens n'a pas été transposable dans le modèle japonais jusqu'à l'époque d'Edo, et l'émergence de pouvoir locaux disposés et incités à améliorer l'administration de leurs fiefs. L'absence d'examens impériaux a aussi éloigné plus longtemps les lettrés confucianistes du pouvoir.
Une professionnalisation des enseignants confucianistes s'effectue lors de l'époque d'Edo, et au milieu de la période ils comptent quelques dizaines de milliers d'élèves. Ils enseignent à plusieurs strates de la société. Leur présence dans les écoles domaniales leur permet de toucher les futures élites qui vont se mettre au service des daimyō, et ils forment aussi le gros des enseignants des terakoya, écoles destinées au peuple. Ils utilisent souvent des manuels pédagogiques, ou ōrai (往来), qui mettent en avant la morale confucianiste, permettant ainsi son assimilation progressive par la population et les élites. Le réseau d'écoles confucianistes devient un important vecteur de diffusion d'idées nouvelles non liées au confucianisme à partir du XVIIIe siècle, comme les rangaku (« études hollandaise »). Les confucianistes jouent aussi un rôle central dans la structuration d'un réseau d'écoles mis en place par le shōgunat à la fin du XVIIIe siècle dont la Yushima Seidō constitue la clef de voute du système. La Yushima Seidō joue un rôle central dans la modernisation du pays dans la première moitié du XIXe siècle, en fournissant à la fois une partie importante des cadres des autres écoles du shōgunat, mais aussi des milliers de lettrés qui travaillent dans les écoles domaniales et les écoles privées dans le reste du pays. Au milieu du XIXe siècle, le pays dispose ainsi d'un réseau informel d'acteurs éducatifs partageant les mêmes pratiques et la même éthique confucianiste. C'est au travers de ce réseau que les savoirs occidentaux vont être traités, assimilés, et diffusés.
L'influence du confucianisme s'efface rapidement au début de l'ère Meiji, et les différentes institutions confucianistes ont presque totalement disparu à la fin des années 1880. Cependant son influence s'exprime dans le rescrit impérial sur l'éducation de 1890 qui pose un cadre moral pour l'éducation secondaire, en insistant sur des valeurs comme la loyauté envers l'empereur et la piété filiale. Par certains aspects, la vénération de l'image de l'empereur et du rescrit contenu dans un Hōanden (en) dans chaque école, et le cérémoniel qui l'entoure est réimmiscent de ceux observés pour les sekiten (釈奠).
Après si le Rescrit impérial sur l'éducation est abrogée pendant l'occupation du pays, le confucianiste Masahiro Yasuoka fait une série de propositions pour une réforme du système éducatif issues du confucianisme en reprenant des idées qu'il a déjà formulé dès 1932. S'il ne participe pas au comité qui élabore la Loi fondamentale sur l'éducation, des proches participent à l'élaboration de la version finale du texte qui est retenue, et la loi est assez similaire à certaines de ses idées. Toute mention explicite au confucianisme et à ses concepts est cependant supprimé du programme scolaire, et tout ses marqueurs physiques sont retirés des institutions scolaires. Cependant certaines pratiques liées au confucianisme perdurent, comme celle de Senpai et kōhai utilisé dans les écoles japonaises, les élèves les plus jeunes étant souvent accompagnés ou confiés à des plus anciens, notamment au travers des activités sportives et parascolaires

## Production artistique

### Peinture et arts plastiques
Plusieurs thématiques liées au confucianisme font l'objet de traitement dans les arts japonais. L'image allégorique des Trois enseignements figurant Confucius aux côtés de Bouddha et de Lao Tseu est présente, et Josetsu en propose une version dès le XVe siècle. Ces trois figures sont aussi représentées pour illustrer la fable des Trois dégustateurs de vinaigre (en), ou celle des trois rires à la ravine du tigre (en). Certains symboles comme le phoenix sont aussi associés au confucianisme, indiquant l'apparition d'un auguste dirigeant.

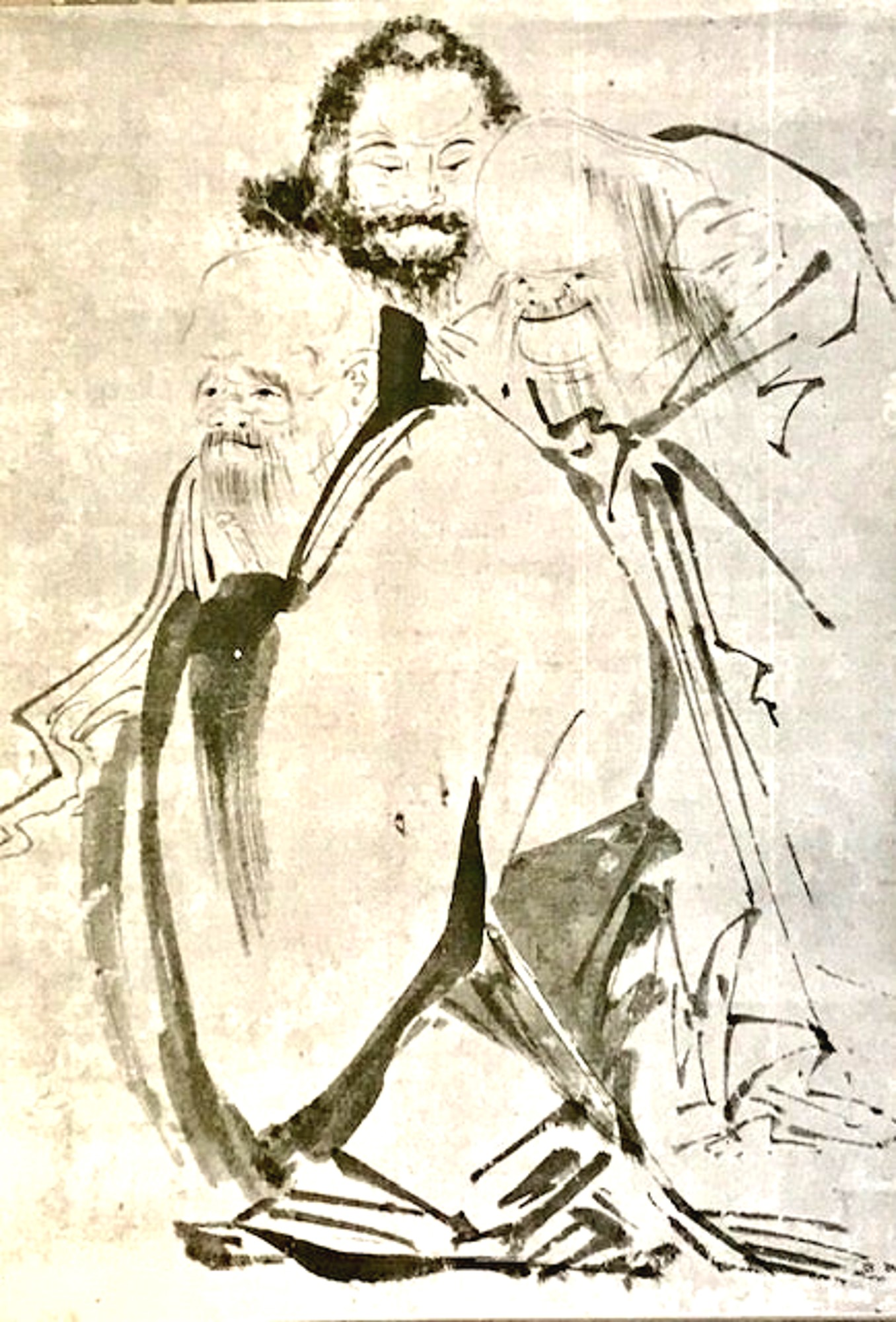
Figure allégorique des Trois enseignements par Josetsu, XVe siècle.
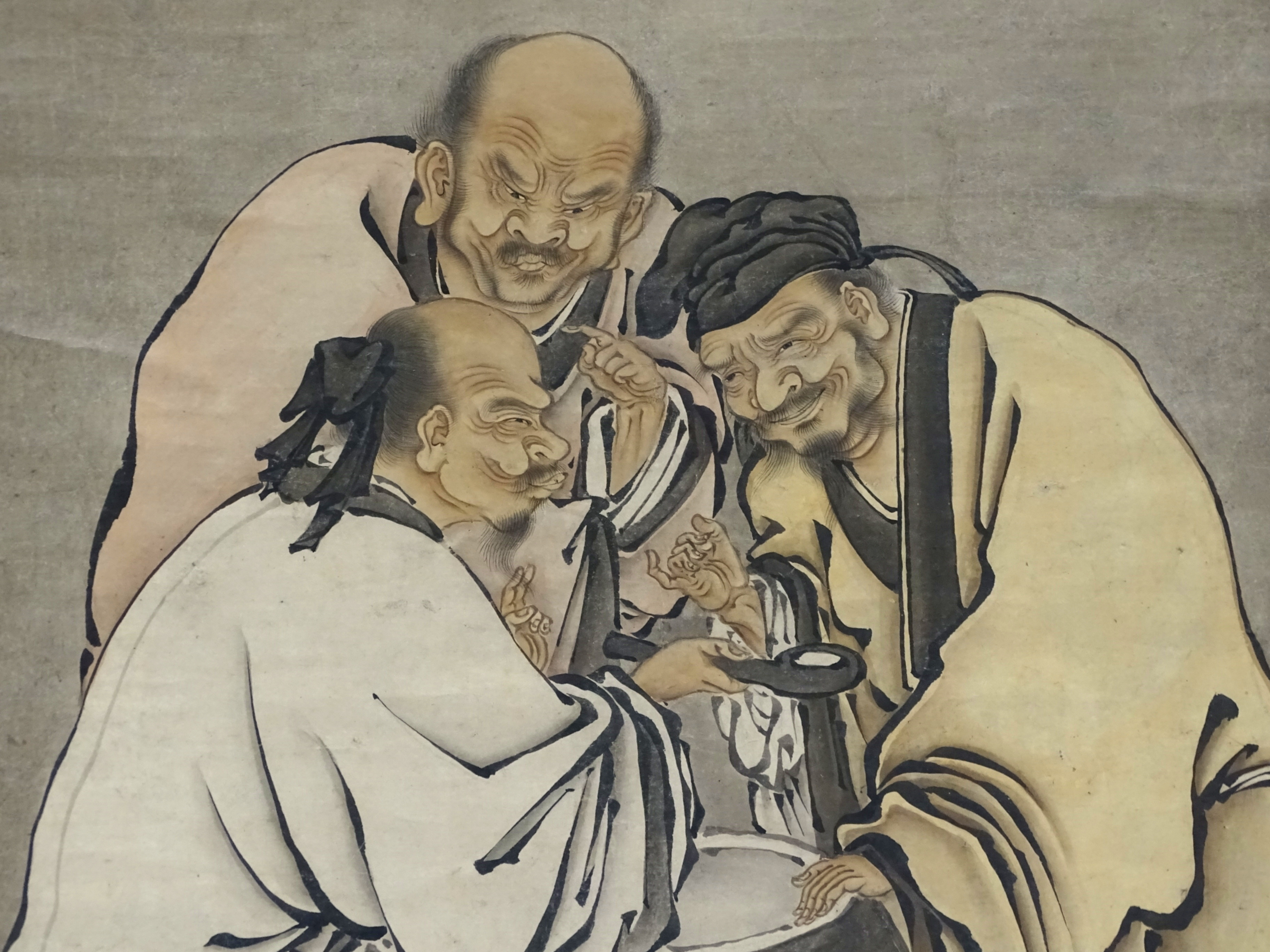
Trois dégustateurs de vinaigre (en), peinture de l'école Kanō du XVIe siècle.
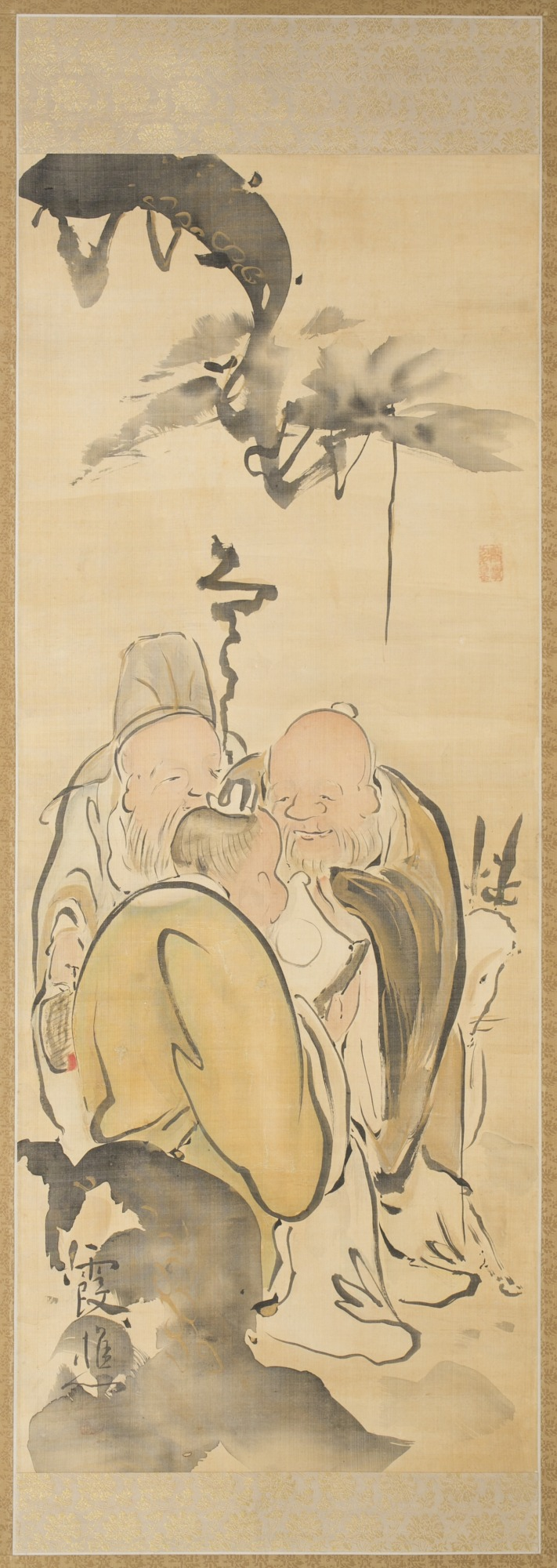
trois rires à la ravine du tigre (en), peinture d'Ike no Taiga du XVIIIe siècle.
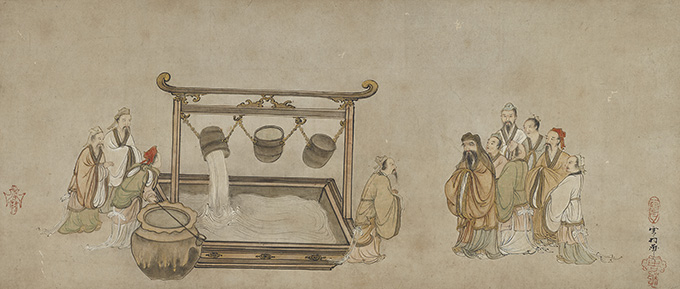
Confucius enseignant la modération, peinture de Sesson Shukei du XVIe siècle.
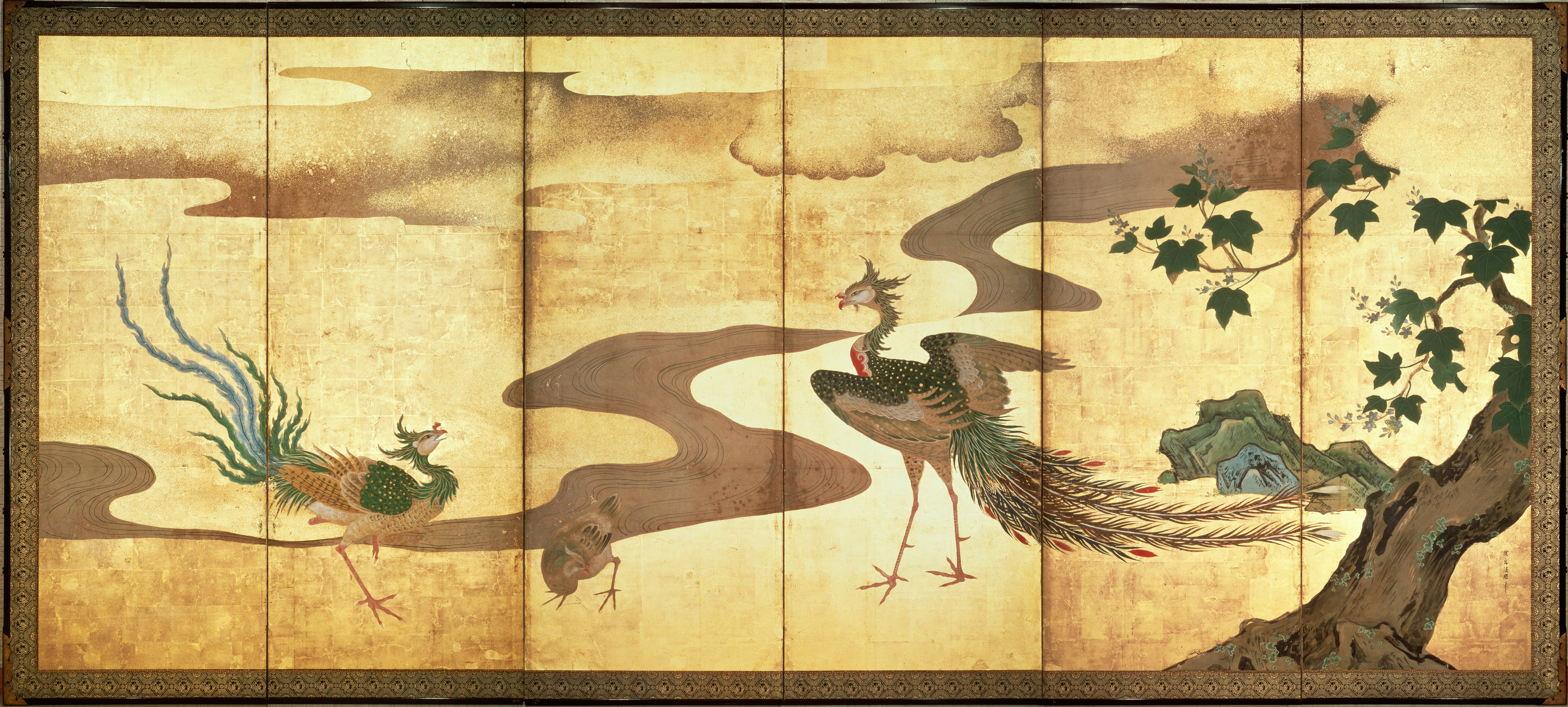
Phoenix et paulownia, peinture de Kanō Tan'yū du XVIIe siècle.

La morale confucianiste est aussi utilisée comme thématique dans les arts japonais dès l'époque de Heian, dans un premier temps à destination des dirigeants politiques et de l'aristocratie, puis plus tard à l'époque d'Edo à destination de l'ensemble de la population. Certains thèmes d'origine chinoise comme Les vingt-quatre exemples de piété filiale (en) font l'objet d'adaptation locale, tout comme certains récits japonais comme le Nansō satomi hakkenden ou le Chūshingura véhiculant des aspects de la morale confucianiste comme la loyauté.

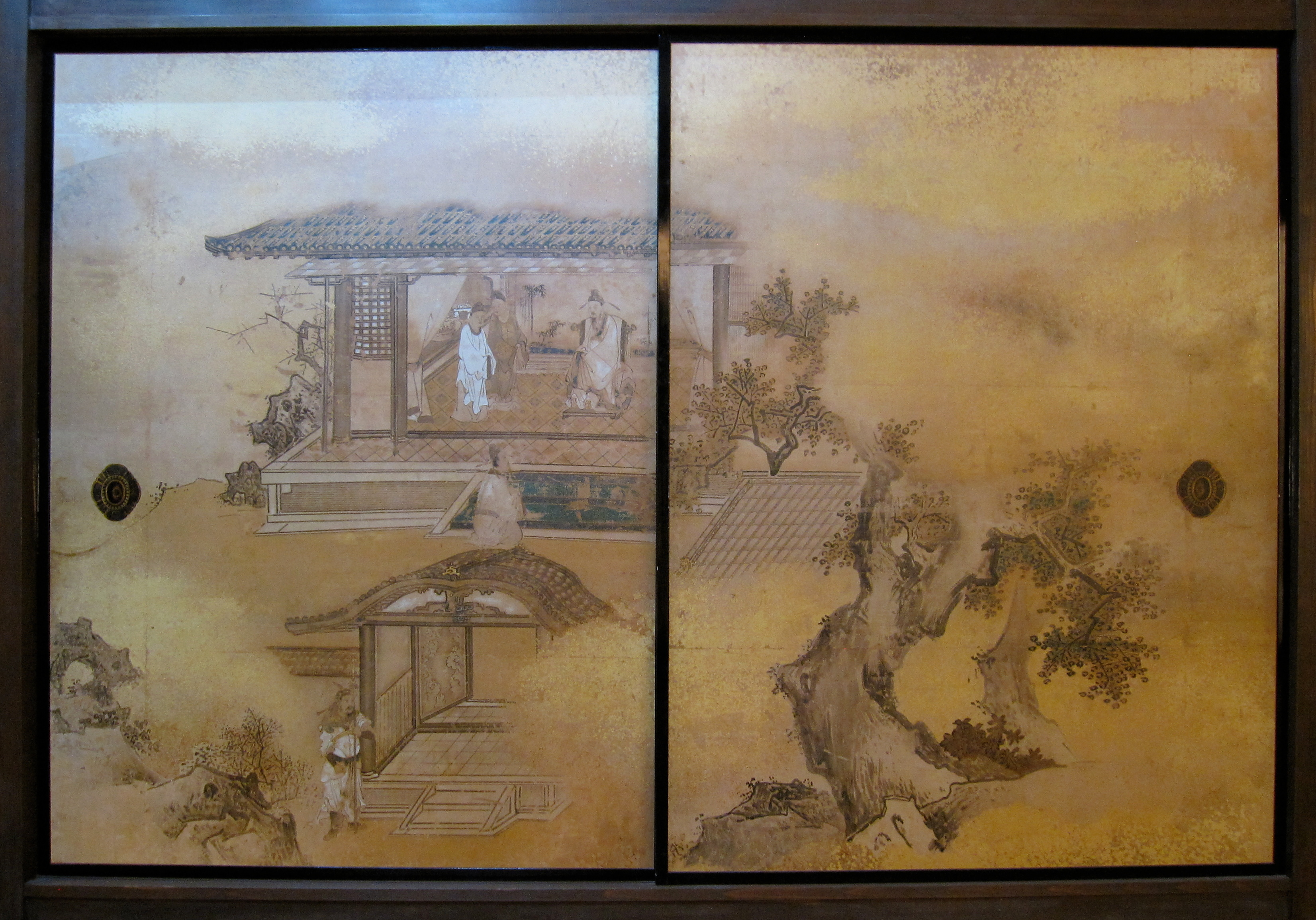
Peinture de Kanō Tan'yū du XVIIe siècle au château de Nagoya[Lequel ?] illustrant la thématique du souverain vertueux[69].
Ukiyo-e de Suzuki Harunobu du XVIIIe siècle illustrant la Droiture, tirée d'une série dédiée aux cinq vertus cardinales (五常, gojō?)[69].
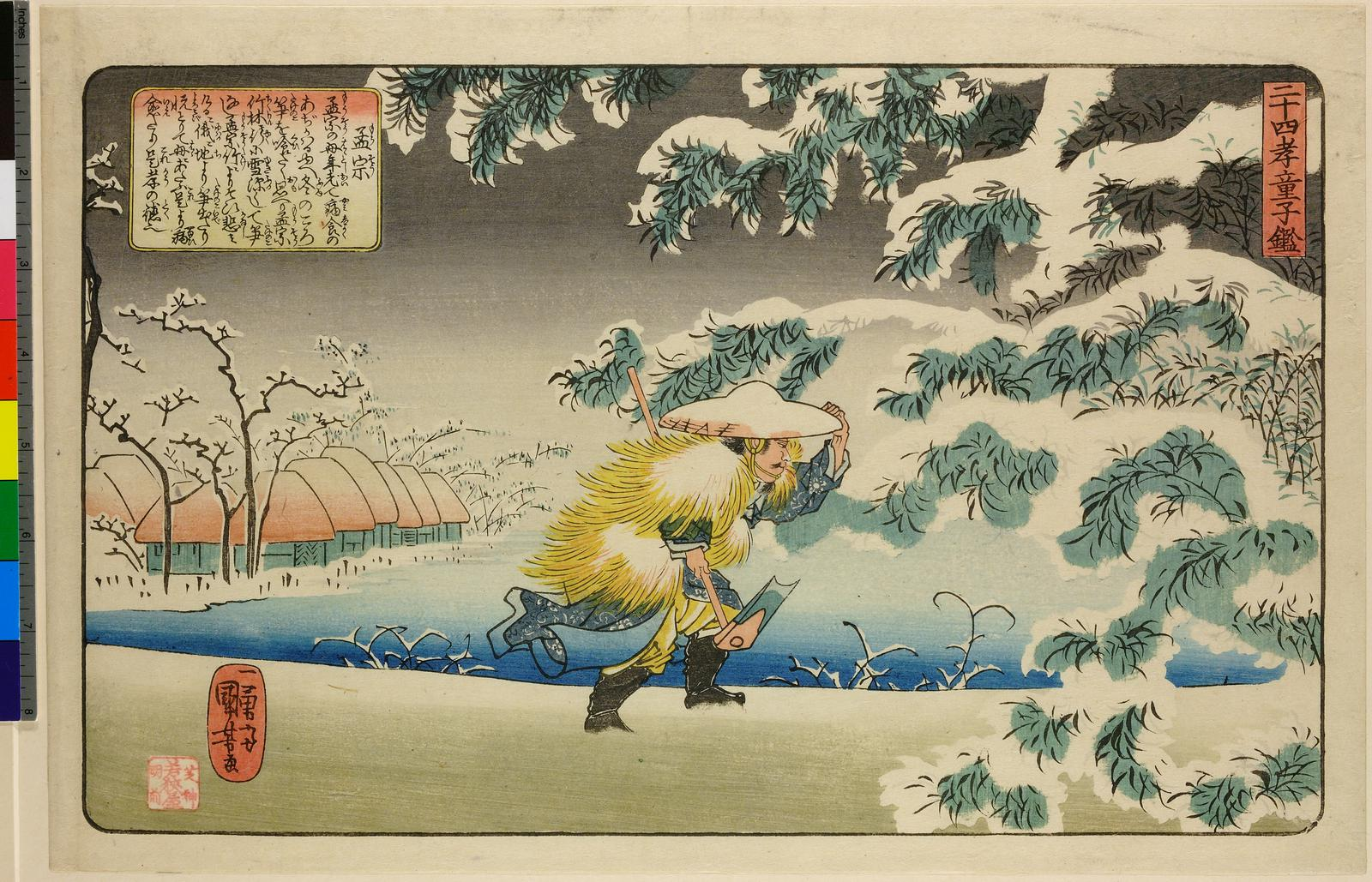
Ukiyo-e d'Utagawa Kuniyoshi, années 1840, illustrant l'une des vingt-quatre exemples de piété filiale (en)[69].

### Littérature
L'influence du confucianisme sur la littérature japonaise est importante lors de la période d'Edo, et porte sur différents aspects. Le prestige lié à la culture chinoise se retrouve dans la poésie, notamment de style Kanshi, qui est une poésie rédigée en chinois par des auteurs japonais. En s'appropriant les codes culturels chinois, les poètes japonais distillent des éléments issus du confucianisme dans la poésie japonaise (expression de certains sentiments, aspiration à une certaine forme de dignité...).
Une littérature moraliste se développe aussi à cette époque, et est notamment visible dans le théâtre kabuki. Un auteur comme Chikamatsu Monzaemon présente plusieurs aspects de ces obligations morales et de leurs conflits avec les sentiments plus humains. Ses pièces évoquent des sujets contemporains, ce qui permet au public de mieux être en phase avec ces sujets. La tension entre les attentes de la morale confucianiste de l'époque et la situation que doivent affronter les personnages de ses pièces les pousser à faire des choix moraux exigeants, et parfois choisir le double suicide amoureux. Des pièces comme Le Pin déraciné ou Suicides d'amour à Sonezaki sont assez représentatif de l'influence du confucianisme dans l'œuvre de Chikamatsu Monzaemon. Les personnages ne sont pas issus de l'élite intellectuelle du Japon de l'époque, mais sont aussi des marchants ou des roturiers. Ce choix illustre que la morale confucianiste ne s'adresse pas qu'aux daimyō et à leur entourages, mais que les gens issus du peuple peuvent aussi se hisser à ce niveau de moralité. Si certaines de ses œuvres peuvent coter des classiques chinois comme la Grande Étude, d'autres vont mettre en avant des penseurs confucianistes japonais contemporains de Chikamatsu Monzaemon comme Yamazaki Ansai.
Les thématiques du théâtre de Chikamatsu Monzaemon sont très populaires et sont déclinées par d'autres auteurs de pièces de théâtre de la même époque. Les Chūshingura, histoires tirées de l'affaire des 47 rōnin, vont développer un autre aspect de la morale confucianiste. Là où elle s'exprime au travers du choix des personnages chez Chikamatsu Monzaemon, et donc choisie, elle apparait dans la thématique des Chūshingura comme un absolu qui s'impose aux personnages, et sur laquelle ils n'ont pas de prise. L'accent est presque exclusivement mis sur les notions de loyauté et d'obéissance, au détriment des autres aspects de la morale confucianiste. La thématique de la piété filiale est elle plus présente dans l'œuvre de Kawatake Mokuami à la fin de la période d'Edo. La rigidité avec laquelle la morale confucianiste corsette la société japonaise de la fin de la période est aussi à l'origine d'œuvres qui détournent et parodient ces valeurs morales, notamment celles écrites par Tsuruya Nanboku, signe d'un certains délaissement de ces valeurs par la société japonaise.
Le confucianisme perd en influence dans la littérature à partir de l'ère Meiji, mais peut toujours servir d'influence à certains auteurs. La militante du droit des femmes et éducatrice Utako Shimoda publie plusieurs récits à destination des jeunes filles dans les années 1910, qui prennent appui sur plusieurs aspects de la morale confucianiste. Après-guerre Yukio Mishima peut aussi faire référence à ce courant de pensée, en particulier le yangmingisme prôné à cette époque par Masahiro Yasuoka.

### Architecture
Lors de la période d'Edo, plusieurs bâtiments liés au confucianisme sont érigés ou projetés. Les villes sont souvent victimes d'importants incendies, ce qui a pour effet des reconstructions fréquentes, parfois en adoptant de nouveaux styles. Lors que la Yushima Seidō est reconstruite à Edo en 1680, sont style est décrit comme étant dans la lignée des temples bouddhistes ou shintō de son temps, et non dans celle des écoles pédagogiques de la même époque. Lors de sa reconstruction en 1799, le style retenu est celui des temples confucianistes chinois de l'époque Ming, importé au Japon plus tôt par l'école de Mito.

## Sources